# Calçat de plataforma

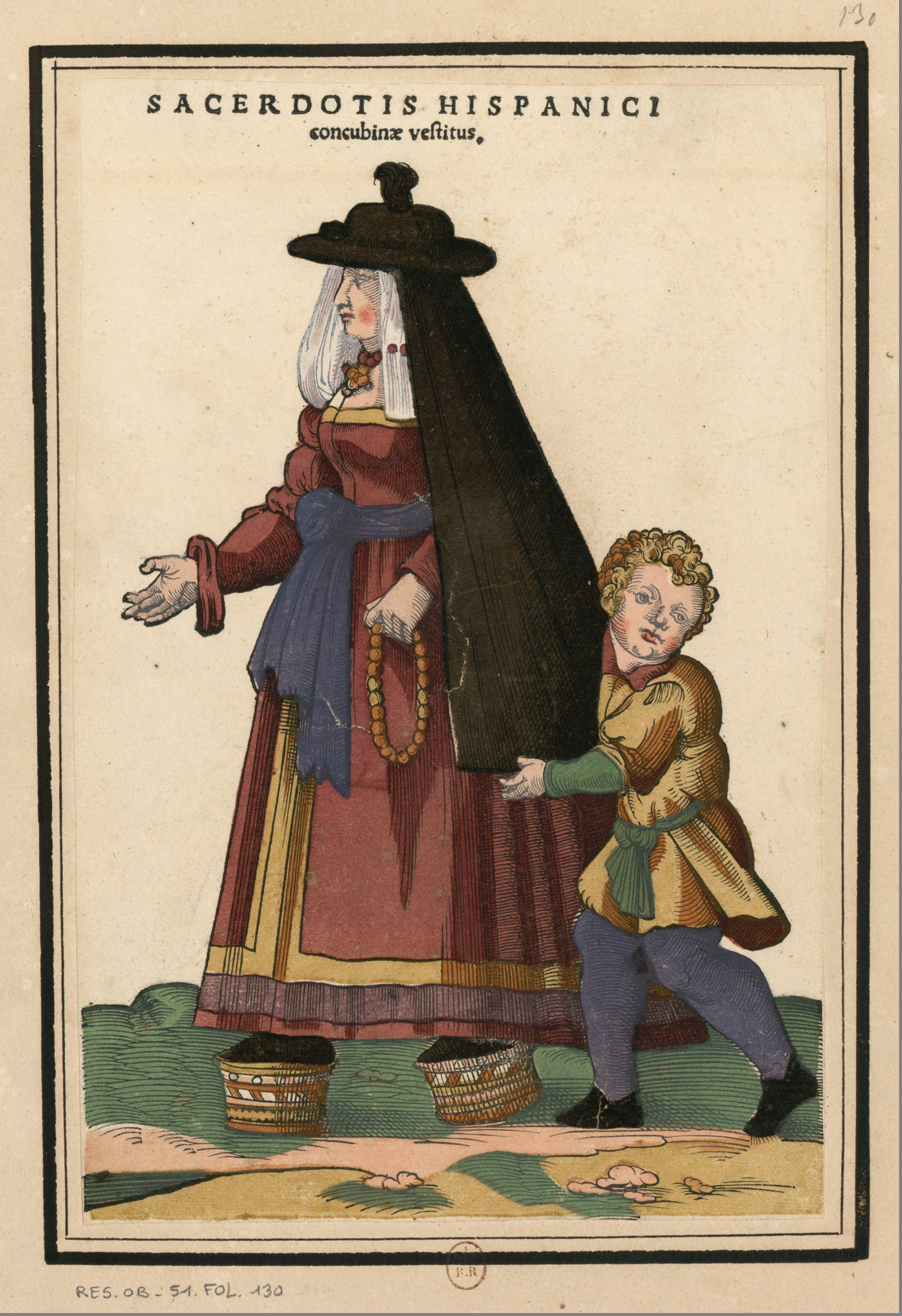
Dama de companyia castellana amb tapins.(Ensemble de gravures de costumes espagnols du XVIe siècle, de Roger de Gaignières c. 1600)

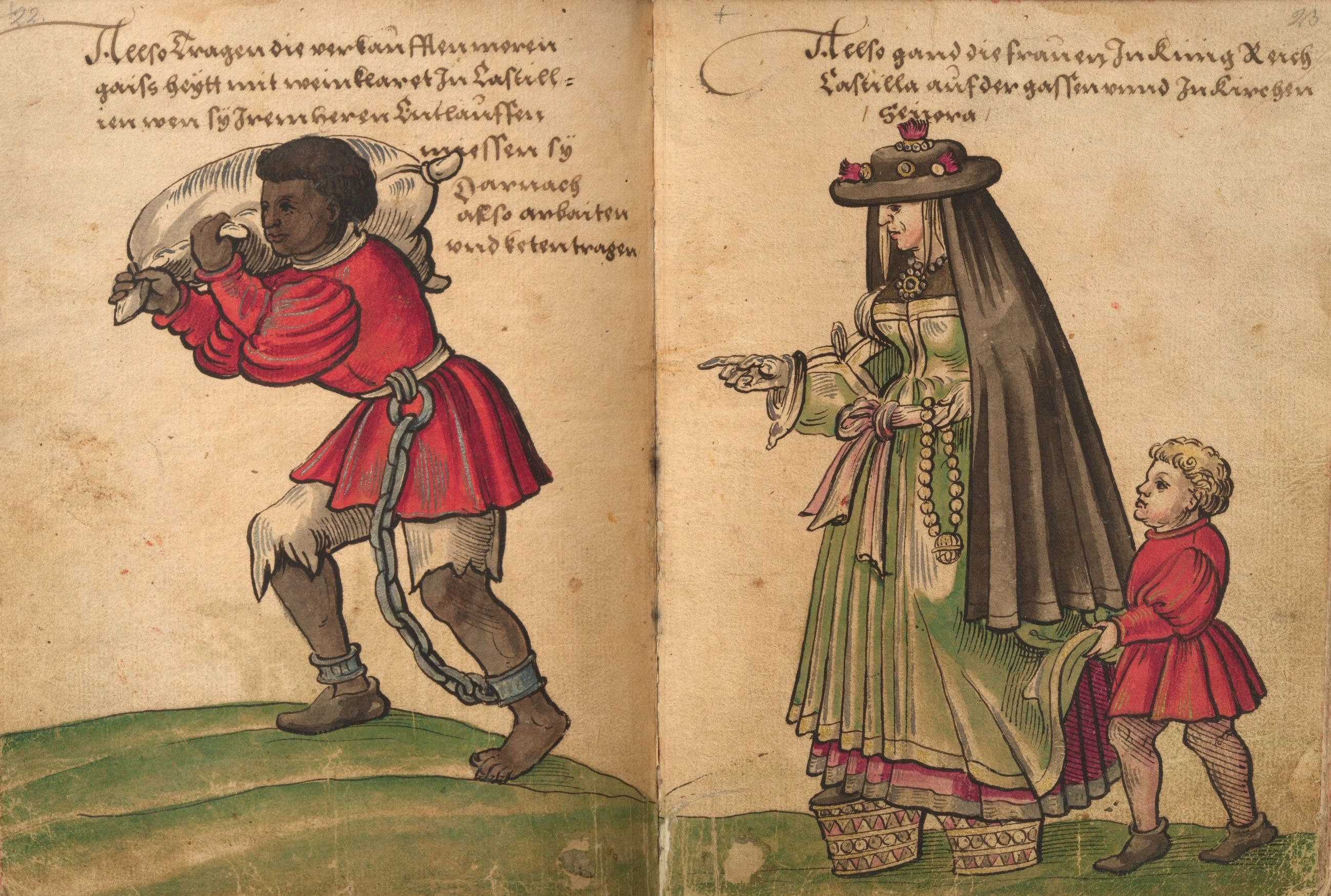
Weiditz. c 1530.

El calçat de plataforma consisteix en sabates, botes, sandàlies i similars caracteritzades per una sola especialment gruixuda (entre 3 i 20 cm de gruix; a vegades de més). Producte de la moda o responent a una funció especial, el calçat de plataforma proporciona un augment aparent de l'estatura de la persona que el porta. Al mateix temps constitueix un focus d’atenció que destaca sobre el calçat convencional.
Caminar i mantenir l'equilibri sobre sabates de plataforma pot ser difícil. I pot facilitar lesions cròniques o accidentals.

## Història

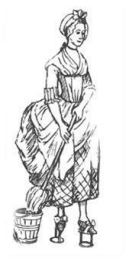
Una minyona amb tapins de tipus cercle: Piety in Pattens o Timbertoe on Tiptoe, Anglaterra 1773

Les sabates amb sola alta han estat usades en diferents temps històrics.

### Antiga Grècia i Antiga Roma
Els coturns eren les sabates de plataforma dels actors tràgics. Les sabates dels actors de les comèdies també eren de sola gruixuda però menys luxosos i decorats que els coturns. Una característica dels coturns era la seva bescanviabilitat. Les dues peces de cada parell de coturns eren idèntiques i es podien calçar
en cada peu, indistintament.

### OeconomicusdeXenofont(c 362 aC)
En aquesta obra Xenofont parla d’una dona que porta sabates de plataforma per a semblar més alta.
| «                          | ... she was wearing high-heeled shoes, in order to seem taller than she was by nature... | » |
| — Oeconomicus. Xenofont. > |                                                                                          |   |

### TapinsalsPaïsos Catalans
El gremi dels sabaters de Barcelona està documentat des de 1257. Els tapiners en formaren part fins al 1392. Any en que obtingueren un privilegi del rei Joan el Caçador. Els tapins eren una mena de sabates amb sola gruixuda de suro. Les disputes entre els gremis separats foren contínues: els sabaters feien tapins i els tapiners feien sabates. Si els infractors eren trobats la seva mercaderis era confiscada i subhastada. Una concòrdia de 1486, que precisava els límits respectius de fabricació i comercialització, va suposar una millora moderada. Els sabaters podien fer tapins fins a dos dits de gruix de sola. Els tapiners només podien fer tapins de dona.
A Mallorca passava una cosa semblant.
| « | - Item per evitar la dita confusió ordenam que de qui avant no sie negun tapiner qui gos ni presumesque de fer sabates de homens ni de minyons sino tan solament les de donam y si lo contrari serà tribat fer, volem que incidesque en las matexas penas que desus stan statuides per quascuna vegada que contravindrà al dit capitol. - Item per la conservació dels dits tapiners prohibim que ningun sabeter pusque fer tapins de ninguna manera, sino sols per sa casa y familia, declarant empero que qualsevol sabeter primater pugue fer sabates y plantoflas de dona y de home de altaria de tres dits y no mésm y que lo tapiner no puesque fer plantofes de home de ninguna manera sots les mateixas penes. | » |
| — Bolletí de la Societat Arqueològica Luliana 1896 p. 261. Capítols per al redreç de l’ofici de sabater a la Ciutat de Mallorca(1543)> | |   |

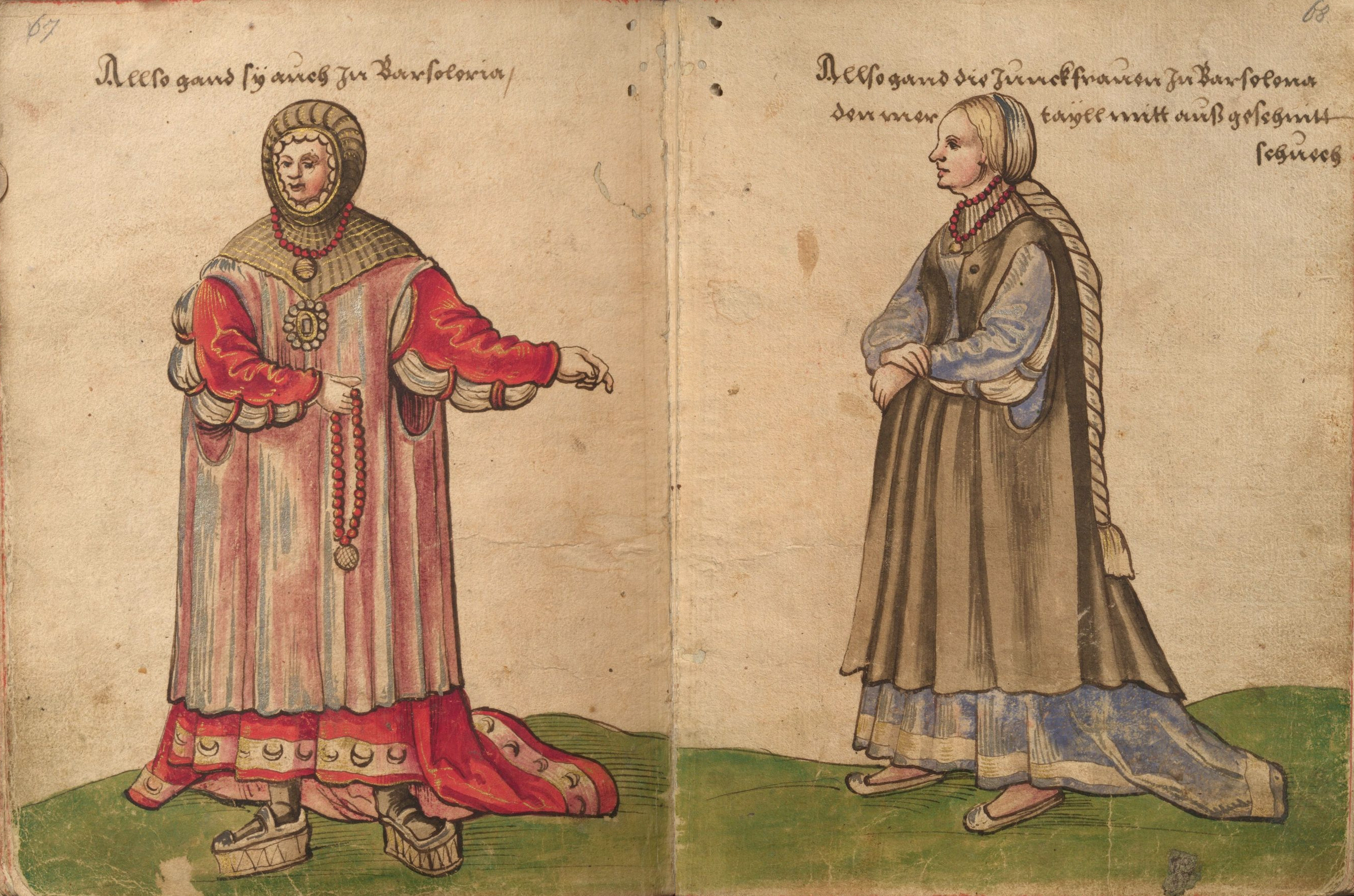
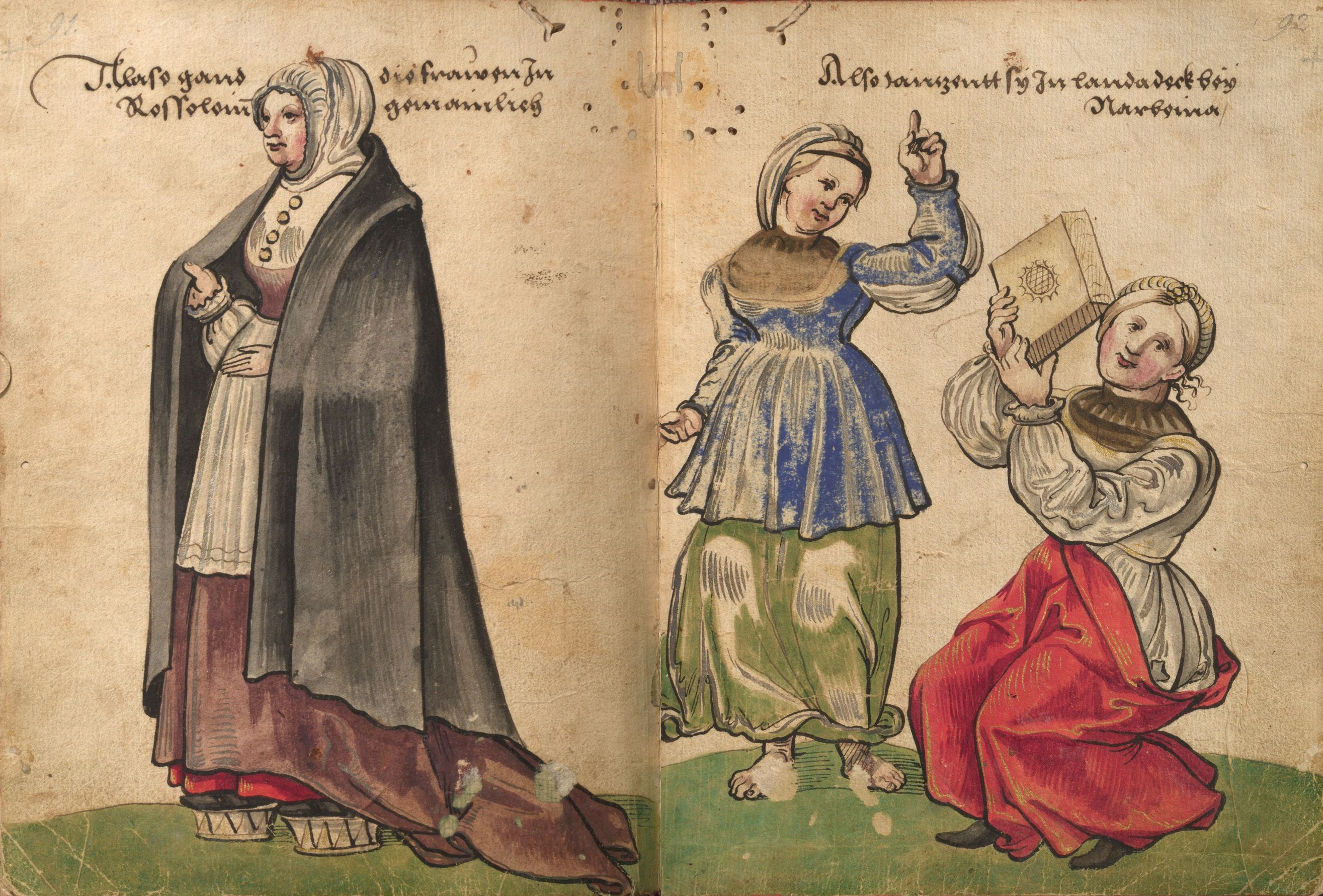
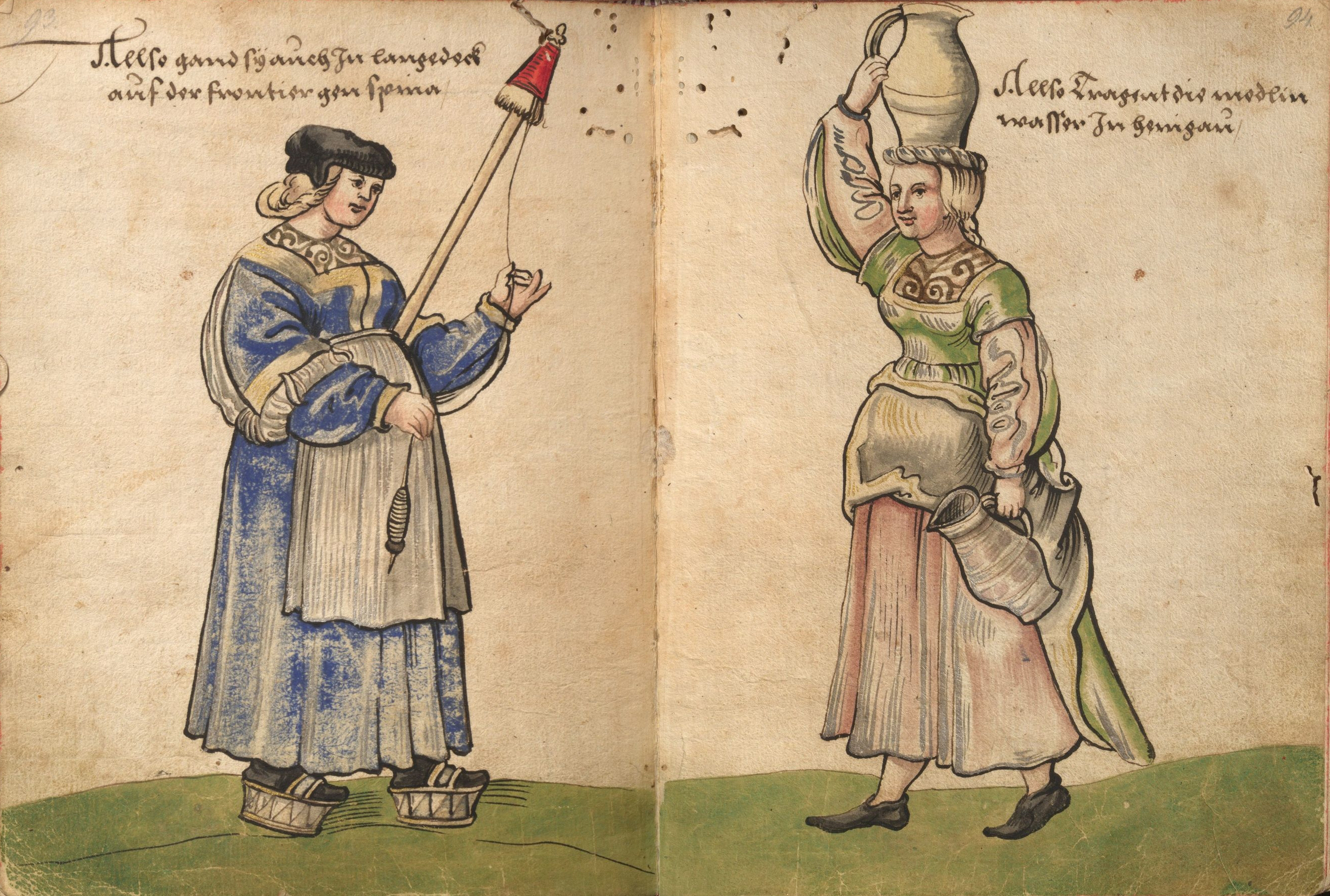

### Monges i tapins
Els tapins foren també calçat de monges des de temps molt antics. Del sepulcre de l’abadessa Teresa Pérez, morta l’any 1187, es recuperaren dos tapins en molt bon estat. En èpoques posteriors un document indica que “...tres parells de tapins...” formaven part de l’aixovar d’una monja quan ingressava al convent.
Pel que fa a la qualitat i sumptuositat dels tapins monacals les referències són diverses. Hi ha casos que impliquen una mena de calçat utilitari i modest i altres que critiquen els tapins com a calçat luxòs impropi de religioses. Hi ha normes que determinen el color i limiten l’alçària dels tapins de les monges i l'absència de decoració.

### Beatrice d'Este(1475-1497)
Hi ha dos exemples de l’ús de tapins de sola gruixuda per part d’aquesta duquessa de Milà.

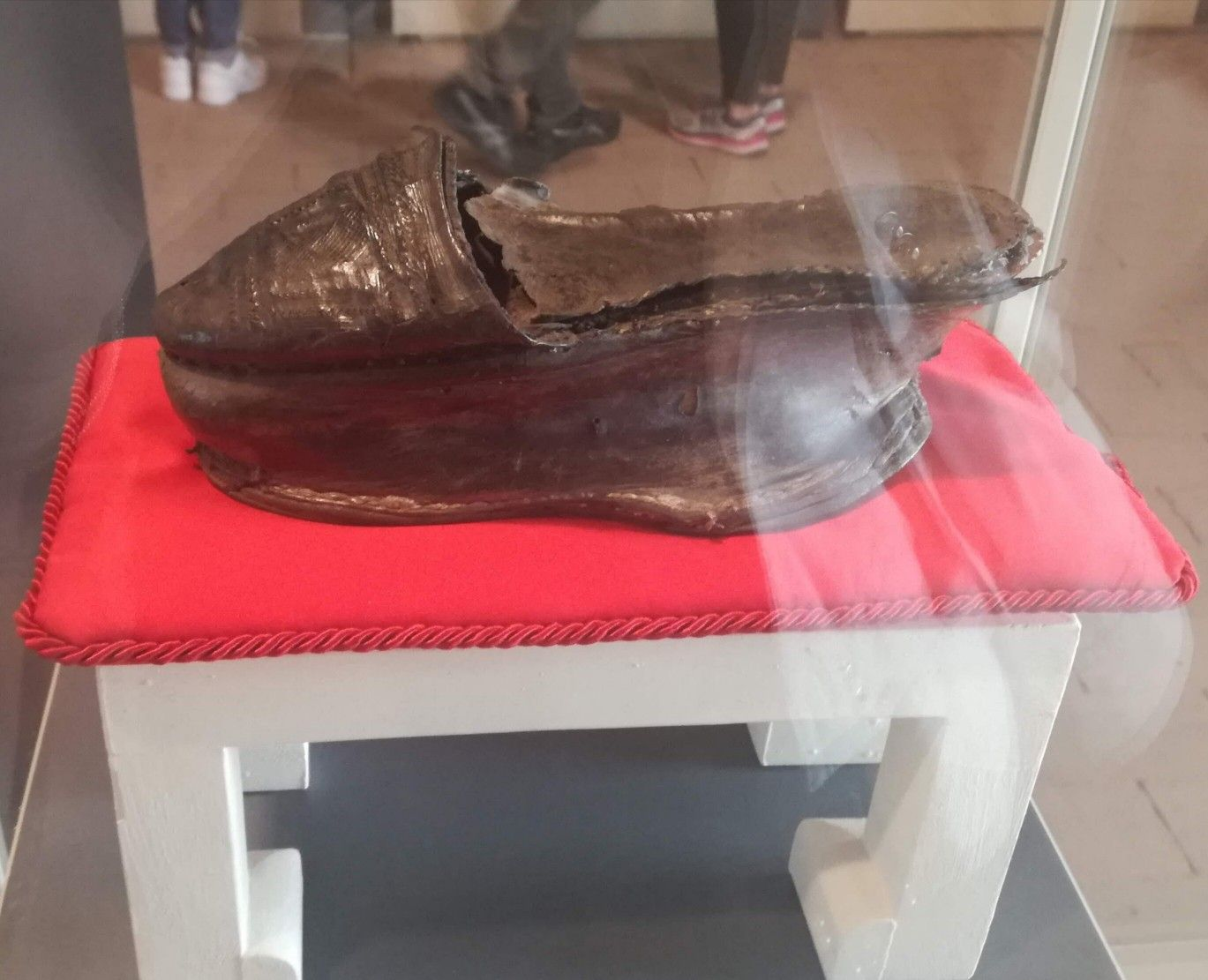
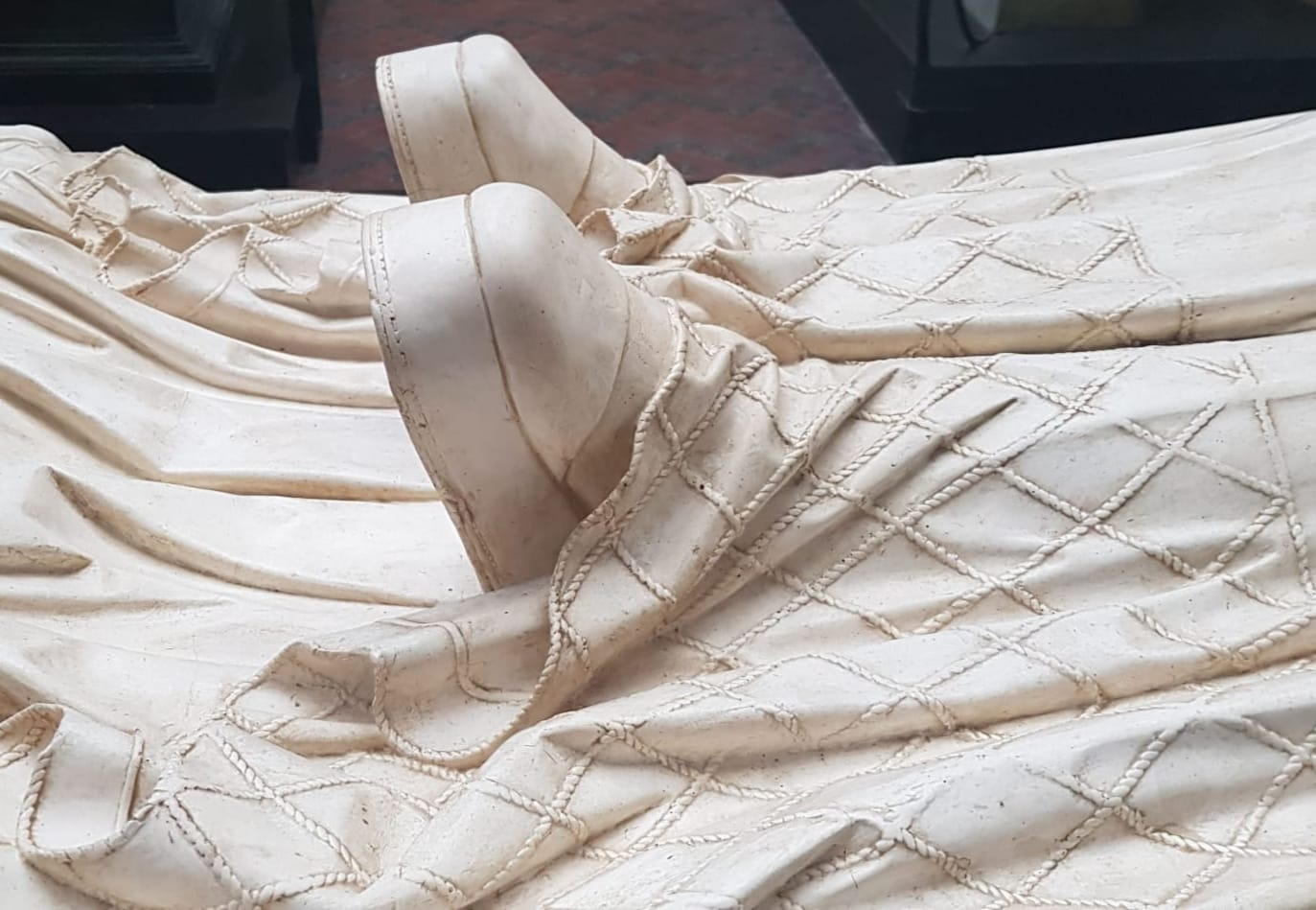

### Venècia (segle XV-XVII)
Diverses fonts esmenten les dones de Venècia com les introductores del calçat de plataforma. Els termes associats són “chopines”, “calcagnetti” i “zoccoli”.
Els “chopines” altíssims de les dames venecianes foren esmentats per diversos autors. A vegades arribaven gairebé a un metre d’alçària (“trium pedum”). Per a caminar calia l’auxili de una o dues serventes que oferissin support a la dama.
La república provà d’abolir aquesta moda antinatural, però les dames venecianes es resistiren aferrissadament a abandonar-la. Cap al 1670 les filles del dux Domenico Contarini foren les primeres en no seguir la moda dels “chopines”.

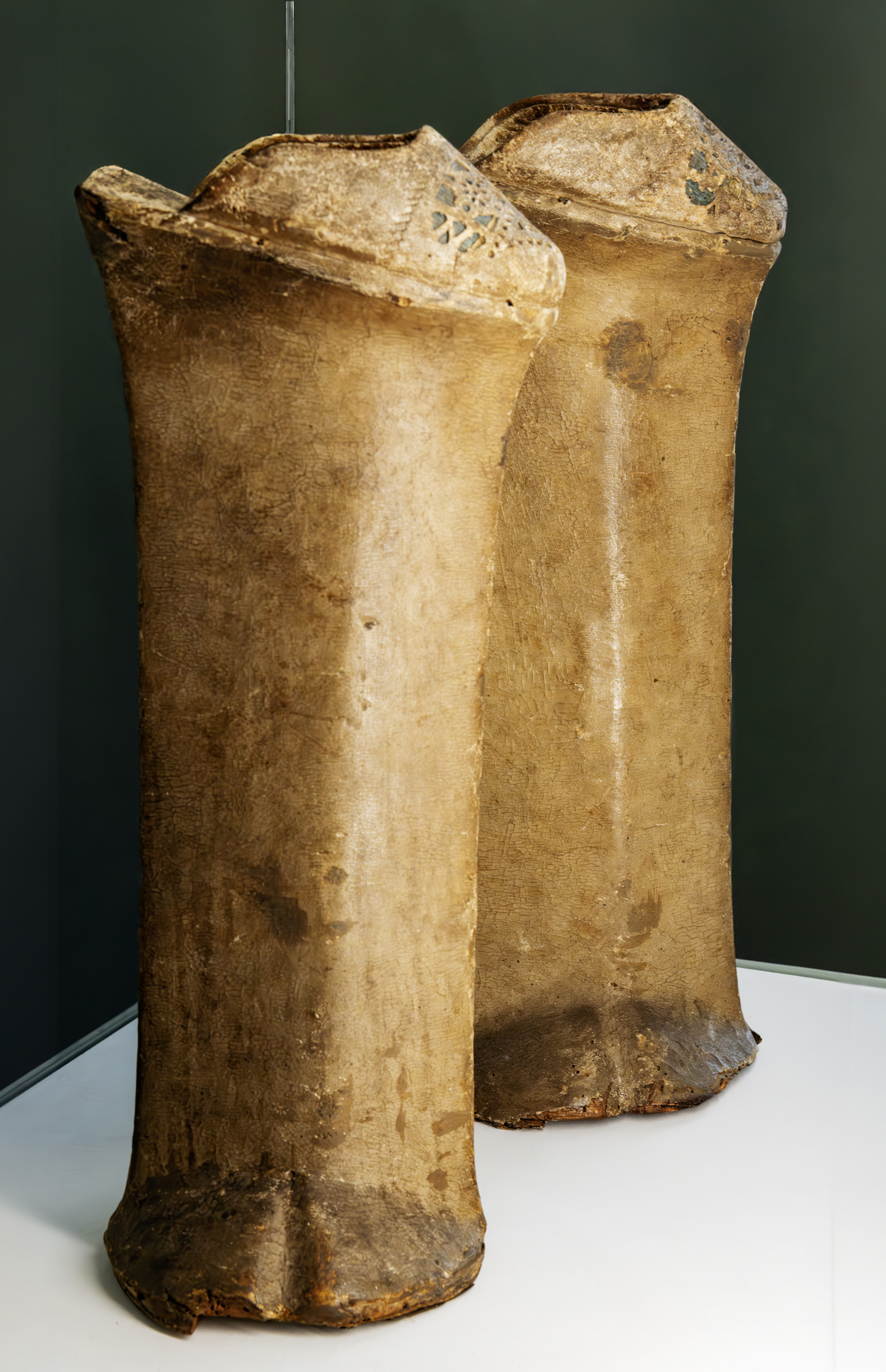
Museu Correr Venècia
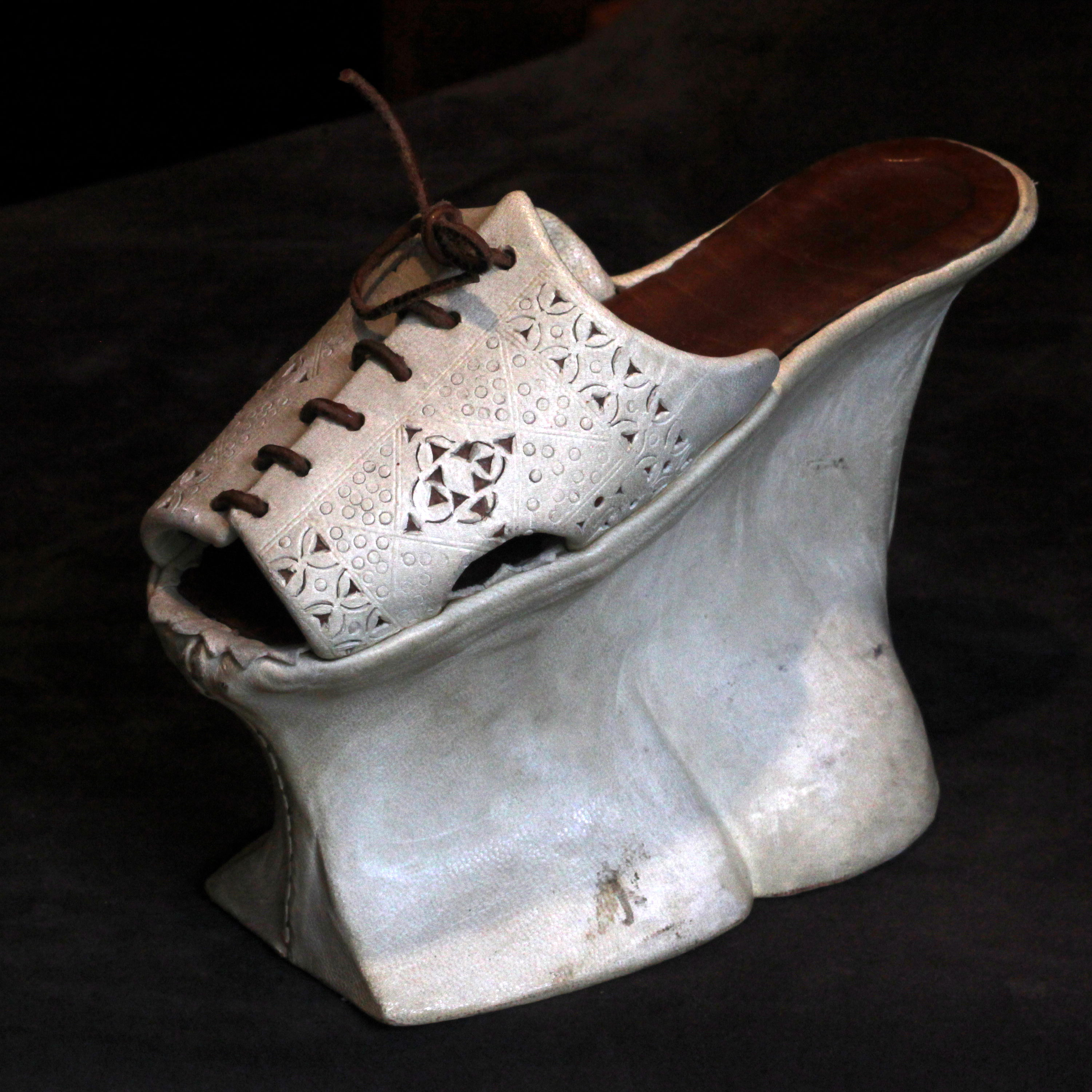
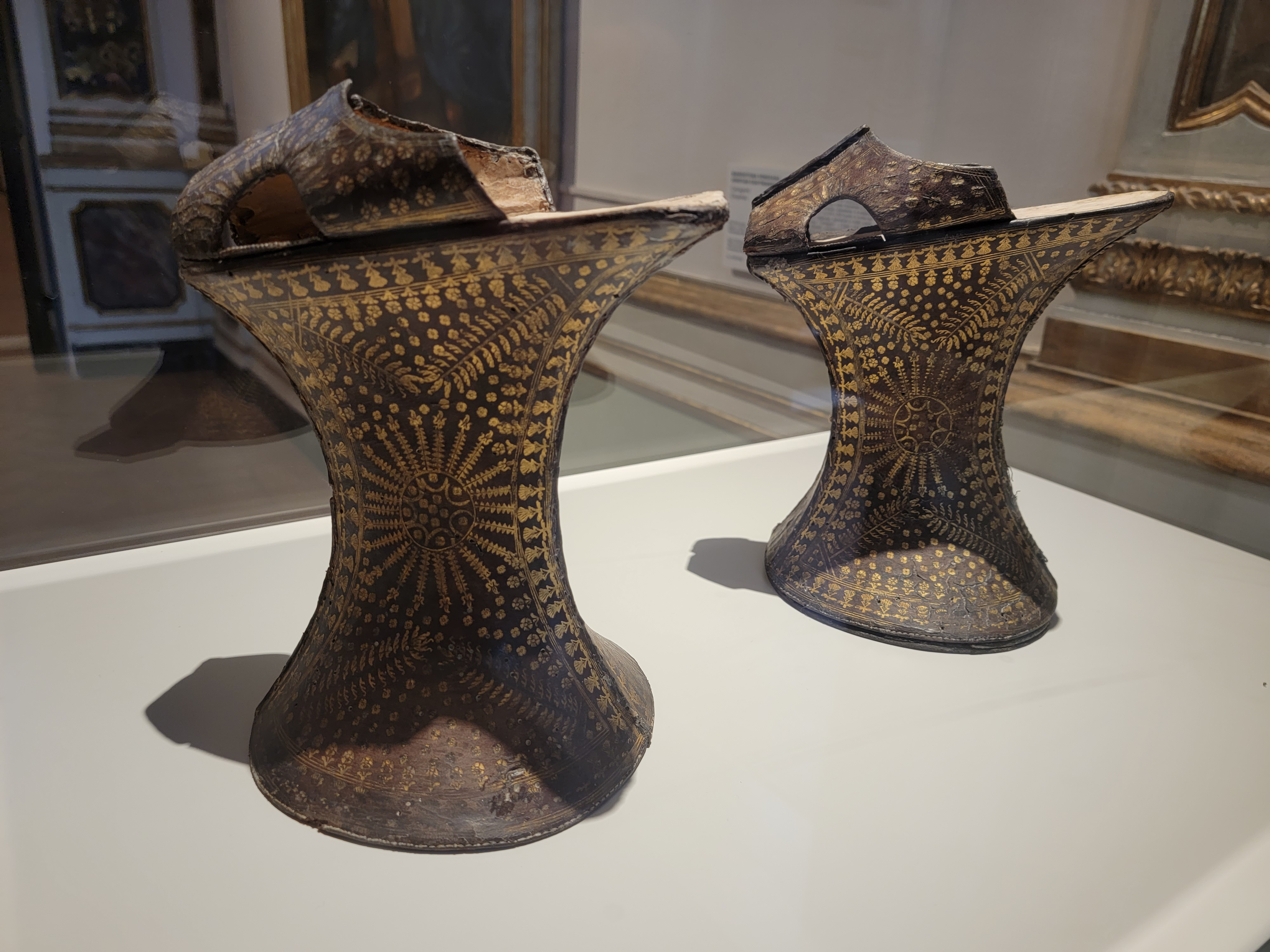
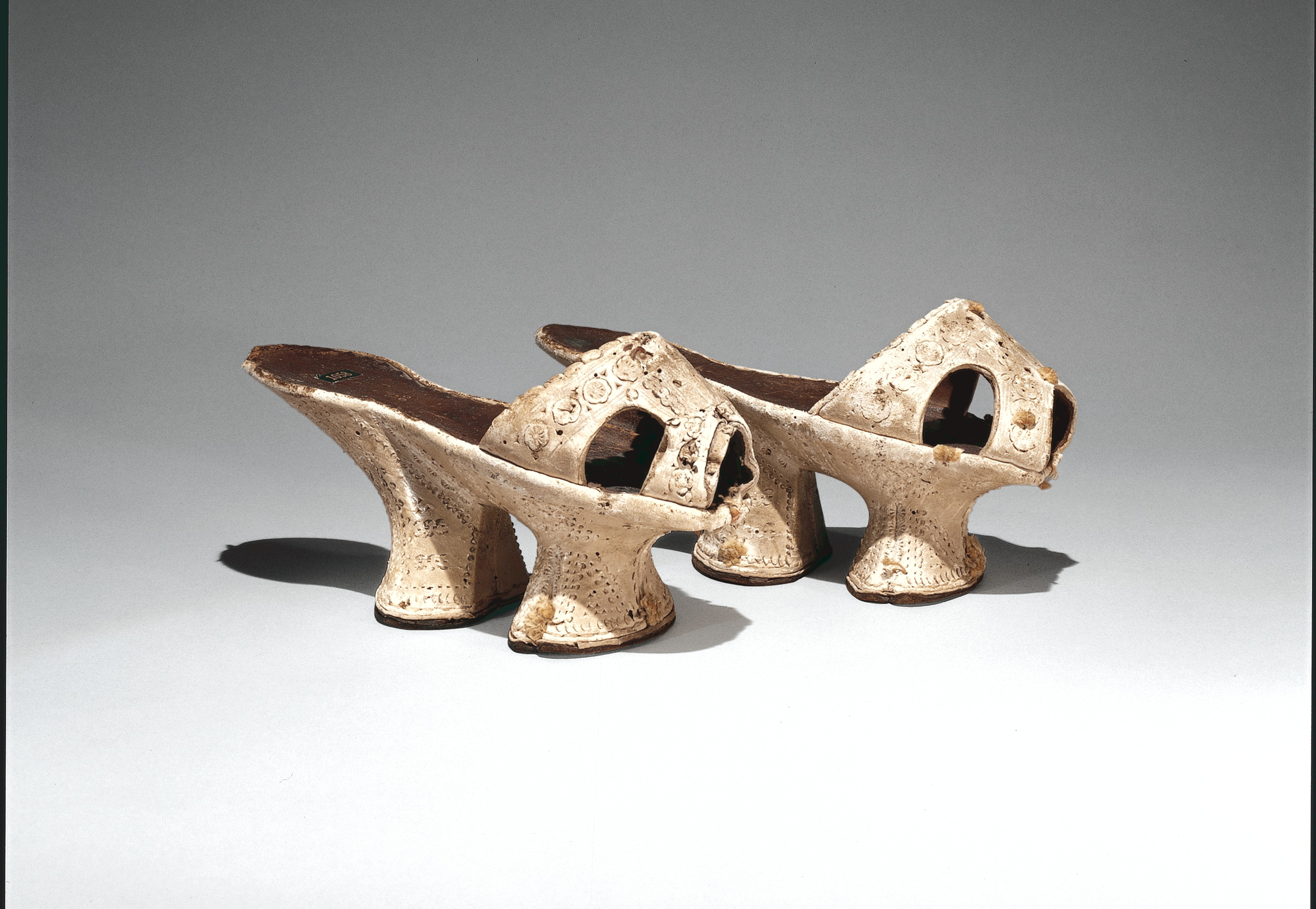

### Anglaterra
L'ús dels tapins a Anglaterra es pot albirar en els tres documents següents.

#### Hamlet(1600)
| «                       | ...your ladyship is nearer to heaven, than when I saw you last, by the altitude of a chopine... | » |
| — Hamlet. Shakespeare.> |                                                                                                 |   |

#### Thomas Coryat (1611)
| «                                    | There is one thing used of the Venetian women, and from others dwelling in the cities and townes subject to the Signiory of Venice, that is not to be obferved (I thinke} amongst any other women in Christendome: which is so common in Venice that no woman whatsoever goeth without it, either in her house or abroad; a thing made of wood and covered with leather of sundry colors, some with white some redde, some yellow. It is called a Chapiney, which they weare under their shoes. Many of them are curiously Painted; some also I have seene fairely gilt; so uncomely a thing (in my opinion) that it is pitty this foolish custom is not cleane banished and exterminated out of the citie. There are many of thefe Chapineys of a great heigth, even a halve a yard high, wich maketh many of their women that are very short seeme much taller then the tallest women we have in England… | » |
| — Coryats crudities. Thomas Coryat.> | |   |

#### John Bulwer (1650)
| «                                                                                    | ... What a prodigious affectation is that of Chopines, wherein our ladies imitate the Venetian and Persian ladies,... | » |
| — Anthropometamorphosis: Man Transform’d, or the Artificial Changeling. John Bulwer. | |   |

## Esclops i similars
En moltes cultures hi ha calçats utilitaris que suposen una plataforma elevada. Alguns tipus d'esclops, les “madreñas” (o “almadreñas”), les sabatilles geta i algunes altres variants.
Una versió moderna, molt usada actualment, la constitueixen els anomenats “esclops sanitaris”.

## Temps moderns

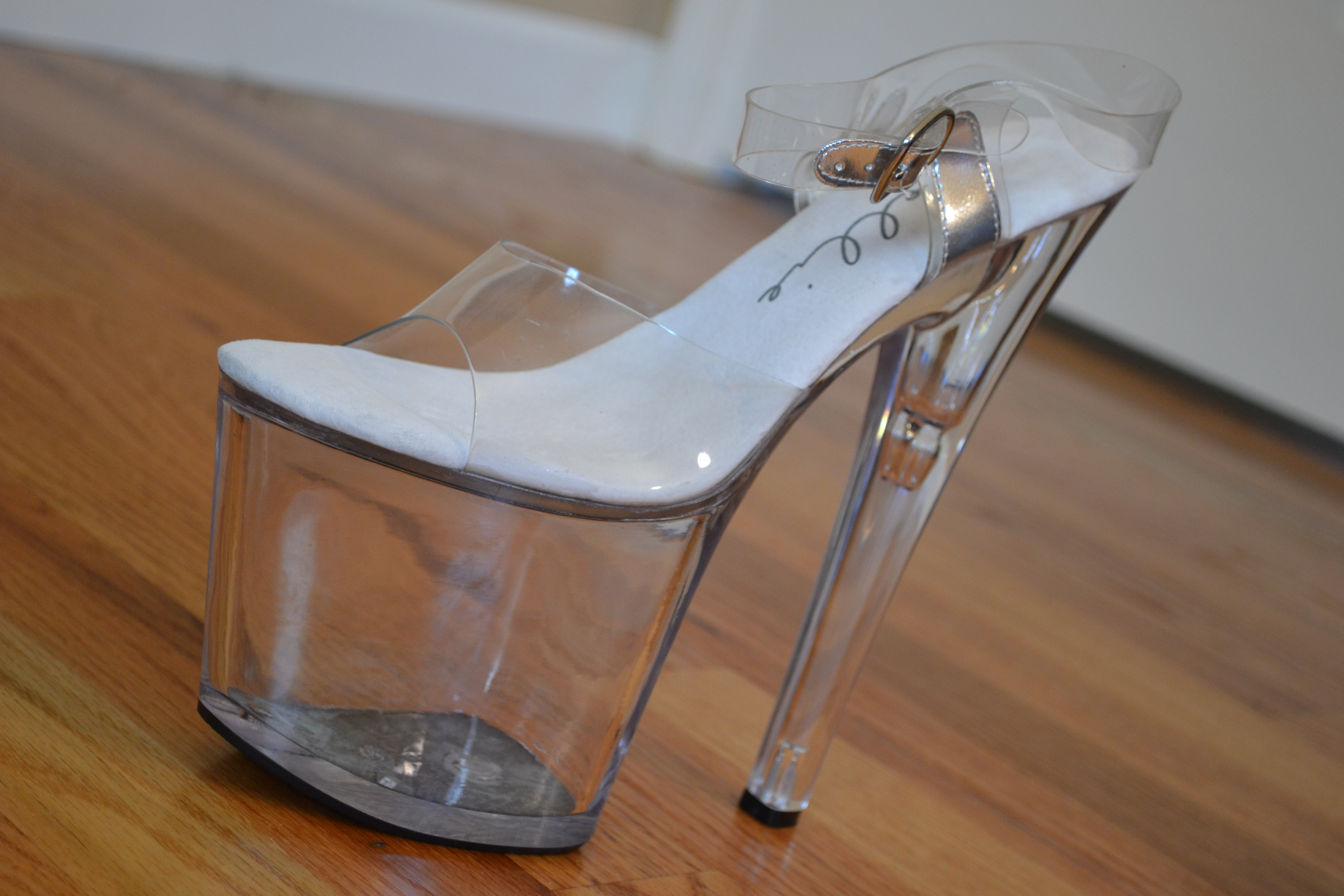
Un exemple de taló transparent de plataforma de 8 in.

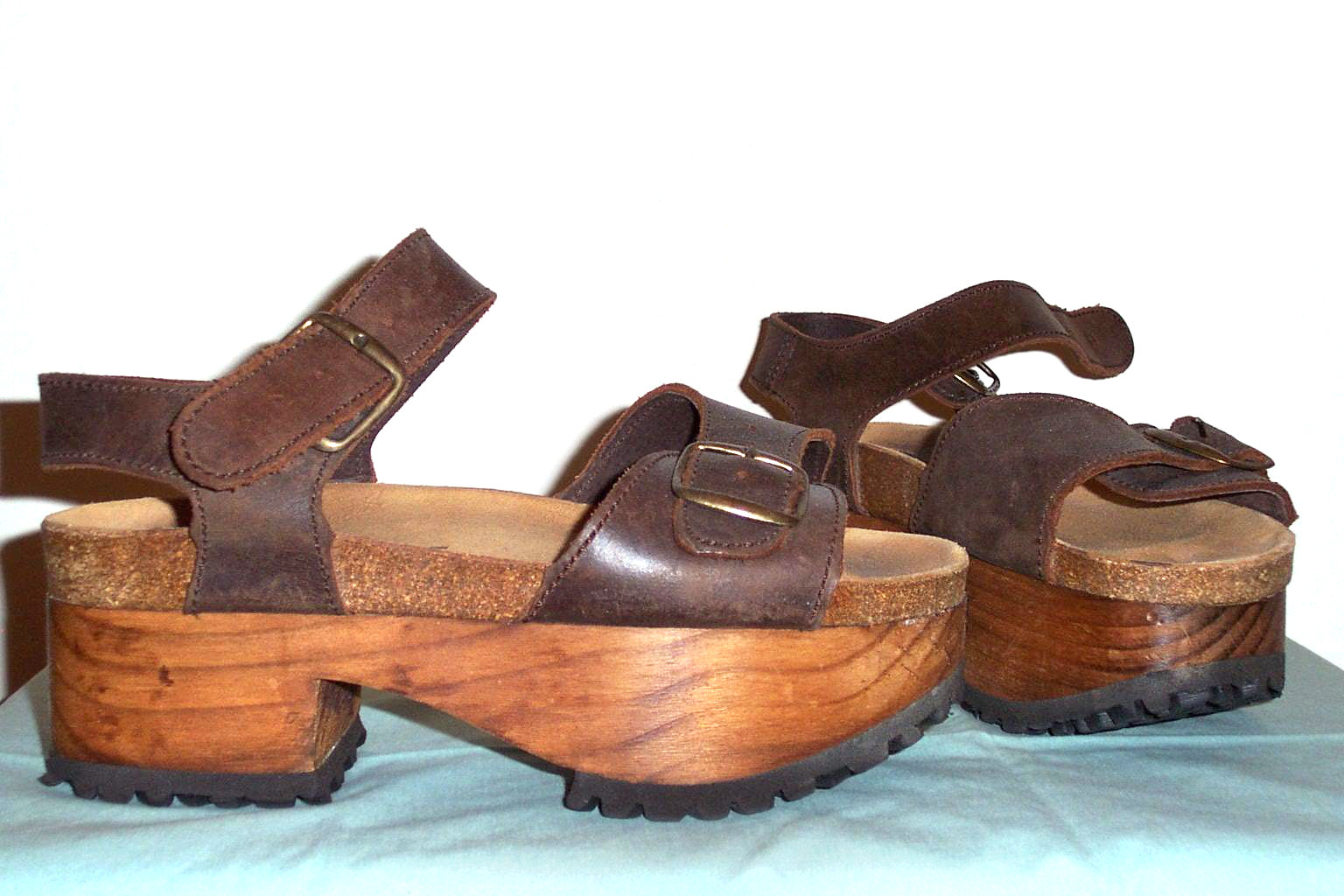
Sandàlies de plataforma amb sola de fusta

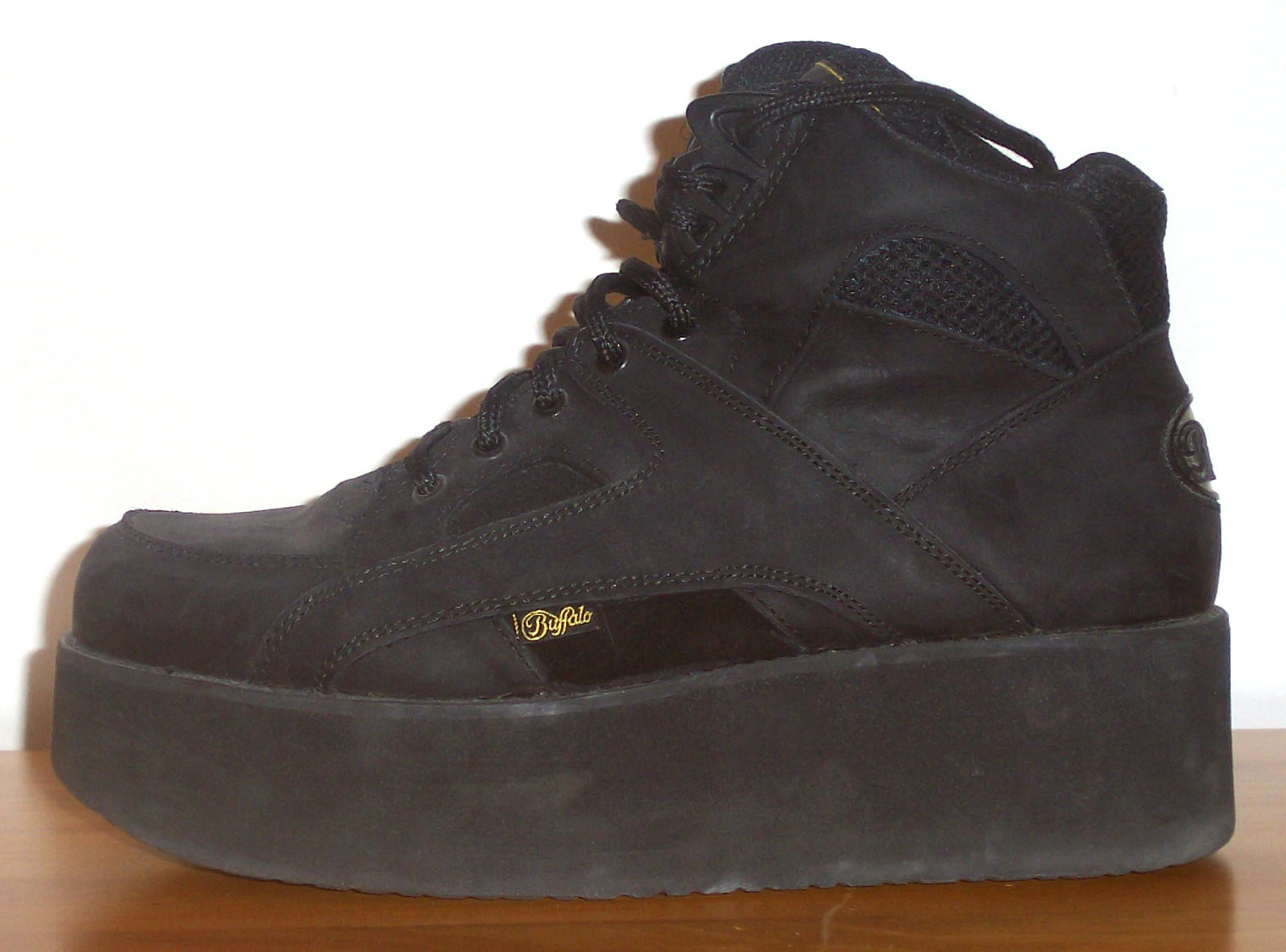
Bota de plataforma, fins al turmell

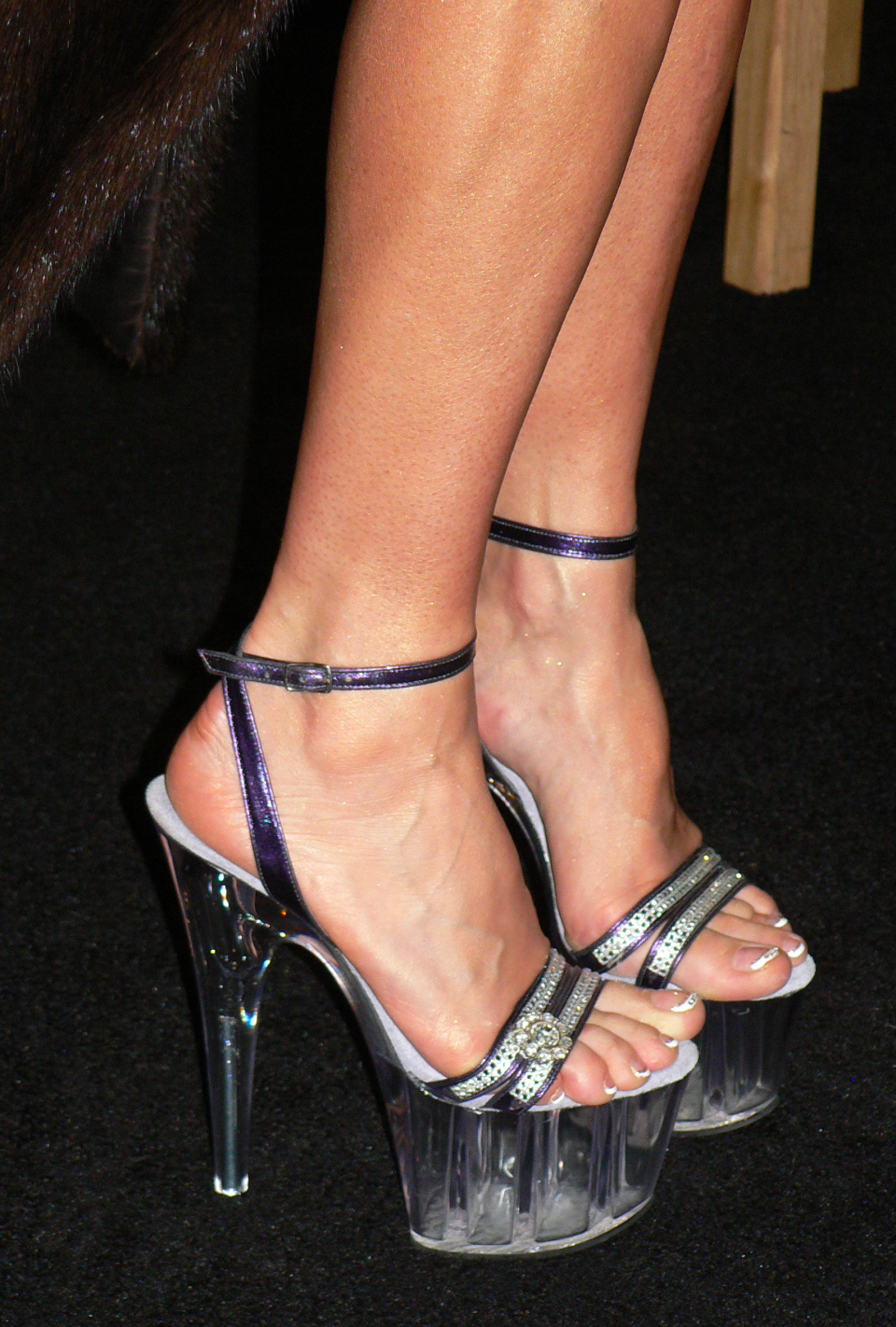
Sabates de plataforma Lucite

Les sabates de plataforma van gaudir d'una certa popularitat als Estats Units, Europa i el Regne Unit des de la dècada de 1930 fins a la dècada de 1950, però no gaire a la mesura de la seva popularitat des dels anys seixanta fins a la dècada de 1980.

### Segle 20

#### Dècades de 1930-1950
A principis de la dècada de 1930, Moshe (Morris) Kimel va dissenyar la primera versió moderna de la sabata de plataforma per a l'actriu Marlene Dietrich. Kimel, un jueu, va escapar de Berlín, Alemanya, i es va establir als Estats Units amb la seva família el 1939 i va obrir la fàbrica de sabates Kimel a Los Angeles. El disseny aviat es va fer molt popular entre l'elit de Beverly Hills. El 1938, The Rainbow era una sandàlia de plataforma dissenyada pel famós dissenyador de sabates Salvatore Ferragamo. "The Rainbow" es va crear i va ser la primera instància del retorn de la sabata de plataforma en els temps moderns a Occident. La sandàlia de plataforma va ser dissenyada per a Judy Garland, una cantant, actriu i vodevillista nord-americana. Aquesta sabata va ser un homenatge a la cançó característica de Judy Garland "Over the Rainbow" interpretada al Mag d'Oz el 1939. La sabata va ser elaborada amb lloses de suro de forma única que estaven cobertes de camussa per formar la falca i es va utilitzar pell d'or per a les corretges. La seva creació va ser el resultat d'experimentacions amb nous materials a causa del racionament en temps de guerra durant la Segona Guerra Mundial. Tradicionalment, els talons es feien amb cuir, però a causa del racionament del cuir, va experimentar amb la fusta i el suro Els colors i el disseny d'aquesta sabata encara s'assemblen als estàndards moderns de sabates.
A la dècada de 1940, les plataformes es van dissenyar amb un arc alt, però com s'exemplifica aquí, es van originar amb el taló elevat només lleugerament per sobre dels dits dels peus. La plataforma aporta una base d'aspecte pesat a l'usuari que es troba en polaritat directa amb el taló d'agulla. Amb la seva reconfiguració de l'arc i l'estructura d'insubstancialitat atenuada, el taló alt suggereix l'efecte antigravitatori del ballarí en punta. Al contrari, la plataforma mostra una pes més semblant als passos plans de la dansa moderna.
A la dècada de 1950, les sabates de plataforma no es van afavorir de la mateixa manera que abans. La moda va tornar a la sabata de forma més elegant.

#### Dècades de 1960 i 1970
El ressorgiment de l'interès per les sabates de plataforma com a moda va començar ja el 1967 (apareix tant en anuncis com en articles en números de 1970 de la revista Seventeen) i va continuar fins al 1976 a Europa i Gran Bretanya, quan van passar de moda de sobte. La moda va perdurar encara més als EUA, fins a principis dels anys vuitanta. Al començament de la moda, eren usats principalment per dones joves d'adolescència i vint anys, i ocasionalment per noies més joves, dones grans i (sobretot durant l'era de la discoteca) per homes joves. Les sabates de plataforma eren considerades la "sabata de festa". Els assistents a la discoteca utilitzaven les seves sabates per cridar l'atenció sobre ells mateixos a la pista de ball. Les sabates de plataforma dels anys 70 es van presentar de manera espectacular i vistosa, com ara amb purpurina o petites llums.
El 1972, al 219 Bowery de Manhattan, Carole Basetta va desenvolupar un motlle especial per fer sabates de plataforma i va tenir èxit en vendre sabates fetes a mida a persones com David Bowie, David Johansen dels New York Dolls i diversos altres artistes punk. Tot i que les sabates de plataforma van aportar alçada addicional sense la molèstia dels talons de punta, sembla que s'han fet servir principalment per cridar l'atenció. Molts músics de glam rock portaven sabates de plataforma com a part del seu acte. Bowie, una icona del glam rock i la moda andrògina als anys setanta, va portar sabates de plataforma mentre actuava com el seu alter ego Ziggy Stardust.
Si bé una gran varietat d'estils van ser populars durant aquest període, incloent botes, espardenyes, oxfords, sabatilles esportives i sandàlies de tota mena, amb soles fetes de fusta, suro o materials sintètics, l'estil més popular de finals dels anys seixanta i principis dels setanta. era una sandàlia senzilla d'un quart de corretja amb corretges de pell de búfal d'aigua marró, sobre una sola de plataforma de taló de falca de suro embolicat en ante beix. Aquests es van introduir originalment sota la marca Kork-Ease, però l'extrema popularitat va donar suport a molts imitadors. Notablement, hi havia molt poca variació en l'estil, i la major part d'aquesta variació es limitava a les diferències d'alçada.

#### Dècada del 1980
A mesura que avançava la moda, fabricants com Candie's van estendre l'embolcall d'allò que es considerava massa escandalós per portar, mentre que altres, com Famolare i Cherokee de Califòrnia, van introduir plataformes "confort", dissenyades per combinar l'alçada afegida de les plataformes amb el suport i la comoditat de sabatilles esportives, o fins i tot sabates ortopèdiques, i quan la moda finalment es va esvair a finals dels anys vuitanta, nenes i dones de totes les edats les portaven. També pot ser un subproducte d'aquesta moda que els esclops escandinaus, que es consideraven bastant escandalosos a finals dels anys 60 i principis dels 70, s'havien convertit en clàssics als anys vuitanta.

#### Dècada de 1990
Vivienne Westwood, la dissenyadora de moda britànica, va tornar a introduir la sabata de plataforma de taló alt a l'alta moda a principis dels anys noranta ; va ser mentre duia un parell de Gillie Super-Elevated amb plataformes de cinc polzades i talons de nou polzades que la supermodel Naomi Campbell va caure a la passarel·la d'una desfilada de moda. No obstant això, no es van enganxar ràpidament i les sabates de plataforma només van començar a ressorgir a la moda principal a finals dels anys noranta, gràcies en part a la banda britànica Spice Girls. El grup de noies es veia sovint amb sabatilles i botes altes de plataforma. La marca de calçat Buffalo va crear les famoses sabatilles esportives de plataforma que porten els membres del grup.
L'experiència del Regne Unit (i europea) de les sabates de plataforma va ser una mica diferent de la dels Estats Units. Les sabates llargues i punxegudes de principis dels anys 2000, que donen un aspecte allargat al peu, han estat més populars als EUA que al Regne Unit. 

### Segle 21

#### Dècada del 2000
La sabata de plataforma va ressorgir en popularitat a principis dels anys 2000 quan va aparèixer la sandàlia YSL Tribute l'any 2004, guanyant ràpidament popularitat entre les celebritats i el món de la moda pel seu atractiu sexual i la comoditat afegida d'una sola de plataforma. La sabata es continua estrenant temporada rere temporada, malgrat els canvis de directors creatius.

#### Dècada del 2010
A finals de la dècada de 2010, les botes de plataforma es van posar de moda a causa del ressorgiment de l'interès per la moda dels anys setanta. Aquestes incloïen les anomenades "sabates de res" amb soles de plexiglàs transparent i sandàlies de mula.

## Personatges notables
- Gary Glitter
- James Brown
- Dani Filth de la banda de rock gòtic Cradle of Filth
- Lady Gaga porta sabates de plataforma en públic també per a concerts i actuacions.
- noies picants
- Ariana Grande[51]
- Elton John té una gran col·lecció de sabates de plataforma, moltes de les quals es van vendre a una subhasta amb finalitats benèfiques.[52]
- Senyora Miss Kier
- Richard Kruspe de la banda de metall industrial Rammstein
- Marilyn Manson portava botes de plataforma a les gires de Mechanical Animals, Grotesk Burlesk i Rock Is Dead. Per a les actuacions en directe, els portadors destacats van ser Manson, Skold, John 5 i Pogo .
- Carmen Miranda
- Stevie Nicks de Fleetwood Mac
- Simon Rimmer porta sabates de plataforma en tot moment a causa de les seves cames de diferent longitud.
- Veruca Salt
- Gene Simmons de Kiss
- Courtney Stodden
- Charli XCX

## Galeria de fotos

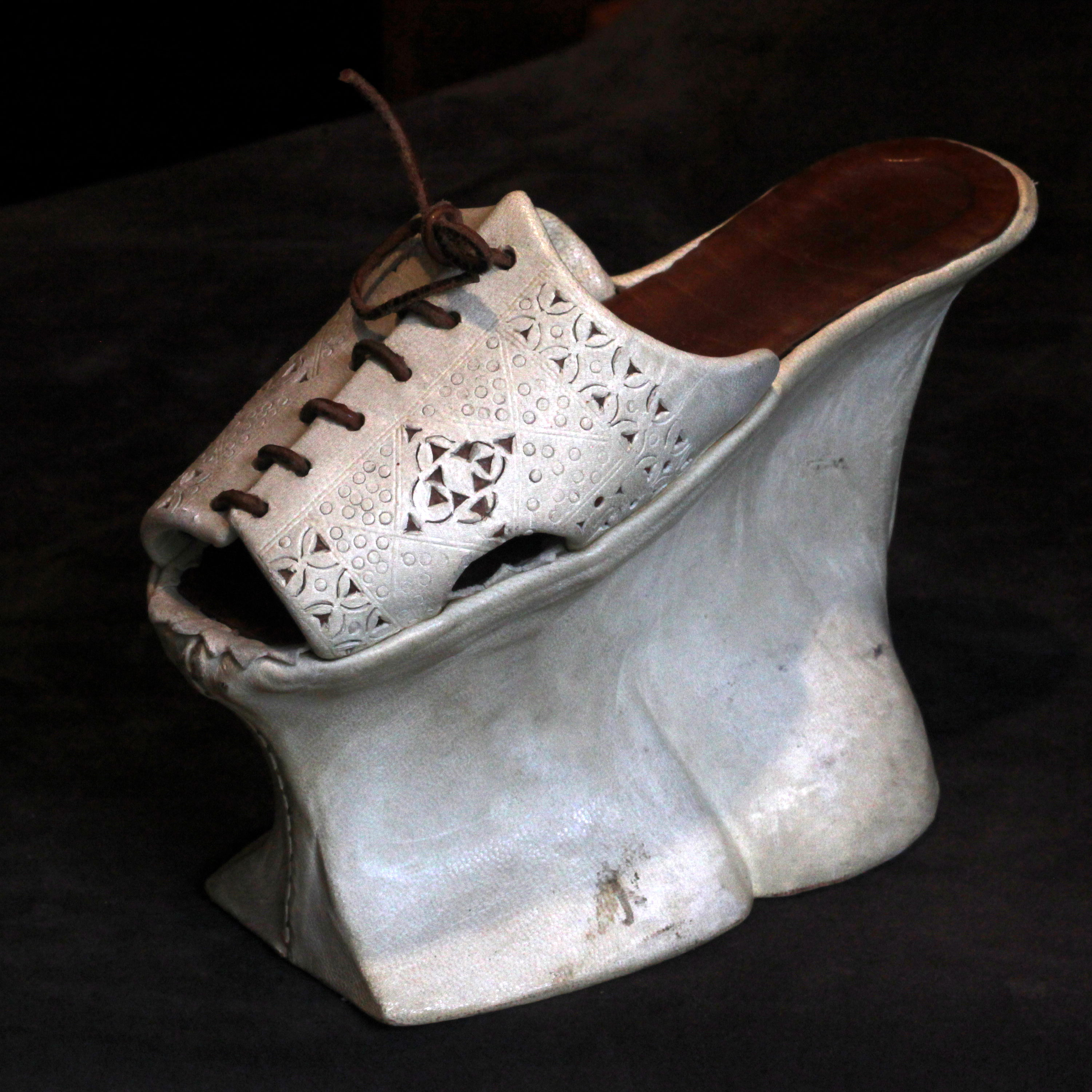
Reconstrucció d'una chopine veneciana del segle XVI. Exhibició al Museu del Calçat de Lausana.
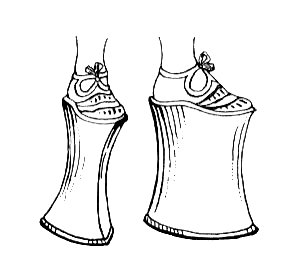
Dibuix d'art lineal d'un chopine
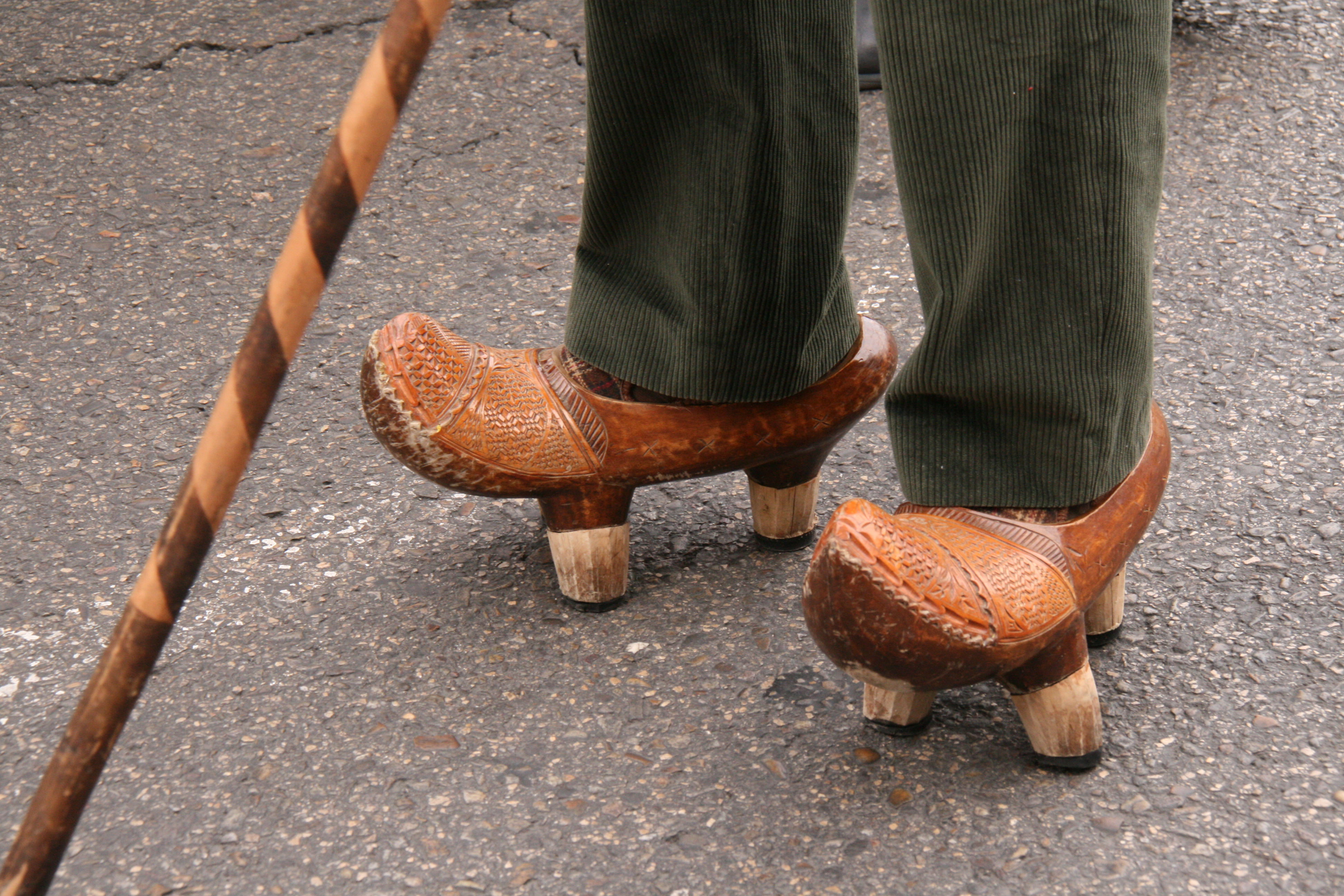
Una albarca cantàbrica és una sabata de fusta rústica d'una sola peça, que ha estat utilitzada especialment pels pagesos de Cantàbria, al nord d'Espanya .
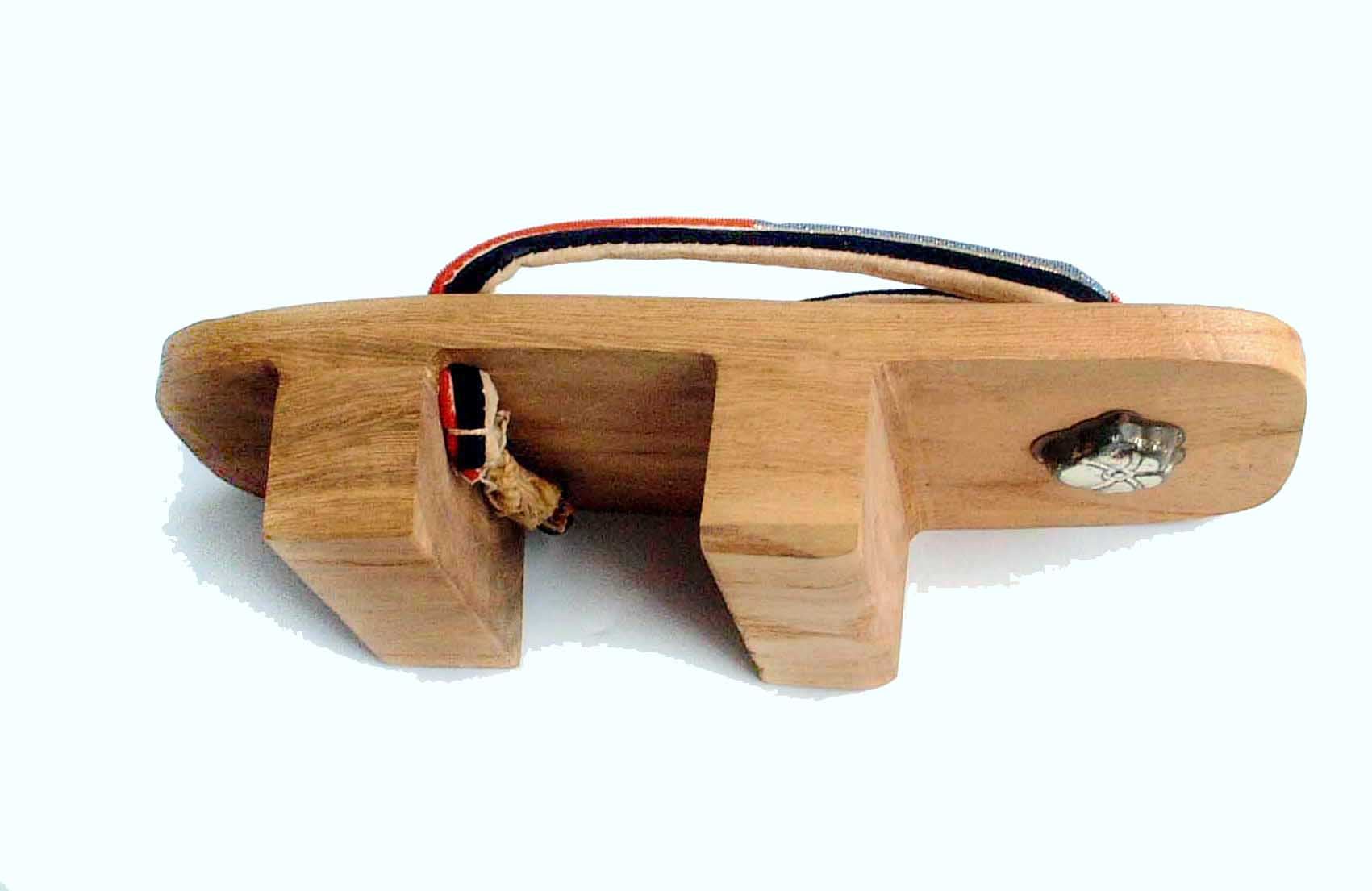
vista inferior, mostrant les "dents" de Geta
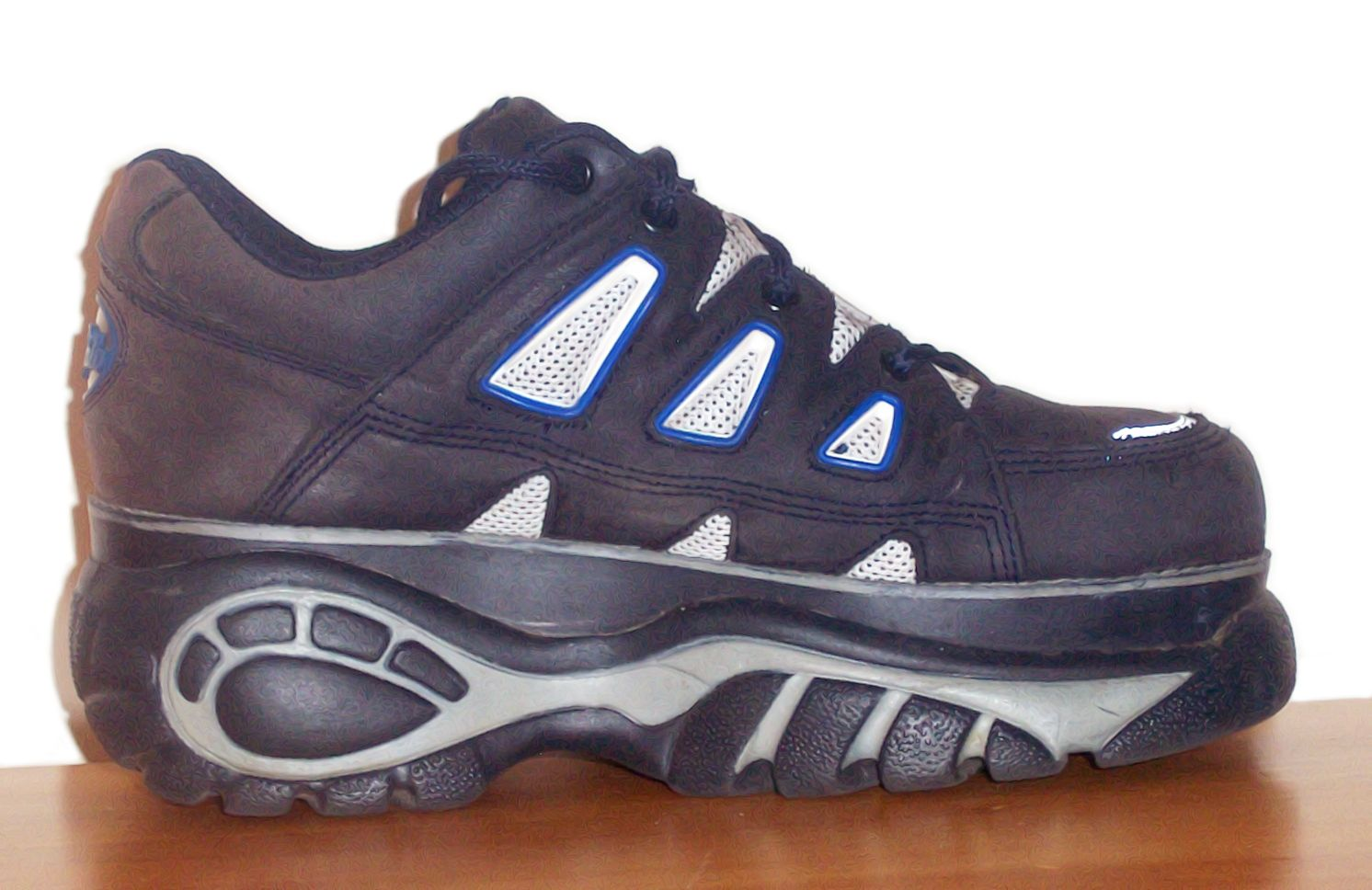
Entrenador de plataforma Buffalo
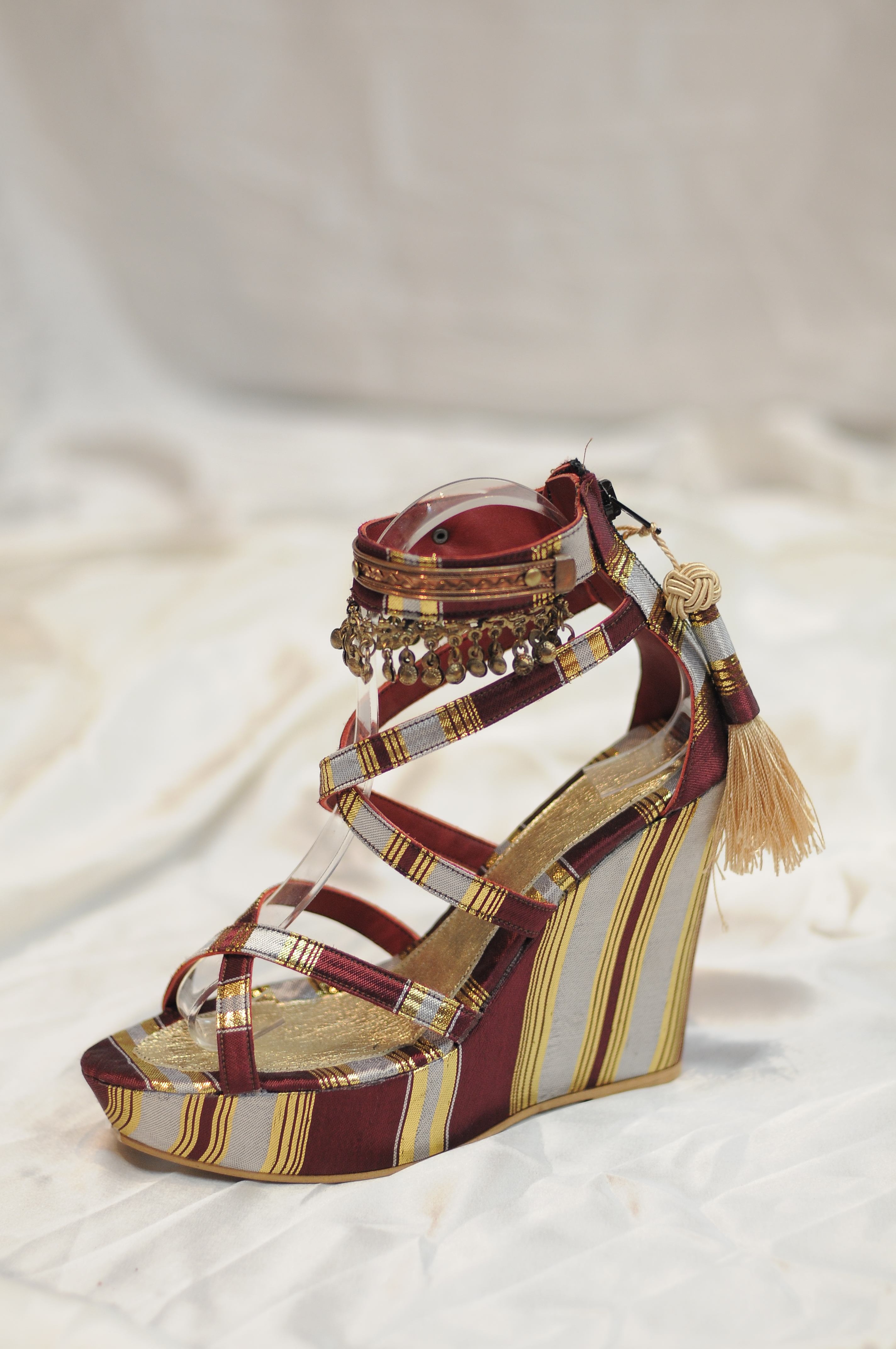
Un exemple d'una sandàlia de taló alt
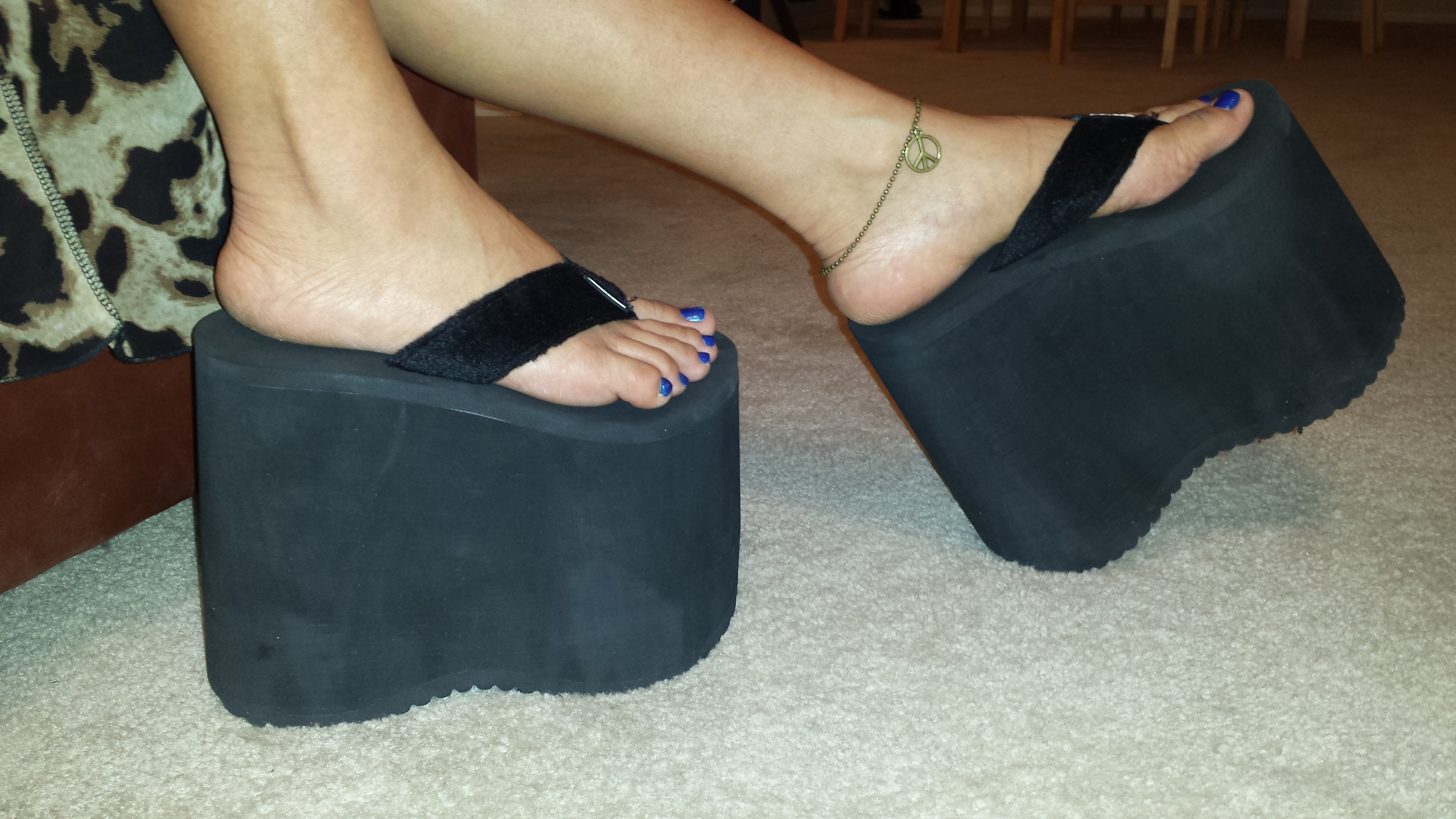
Chancletes de plataforma de set polzades
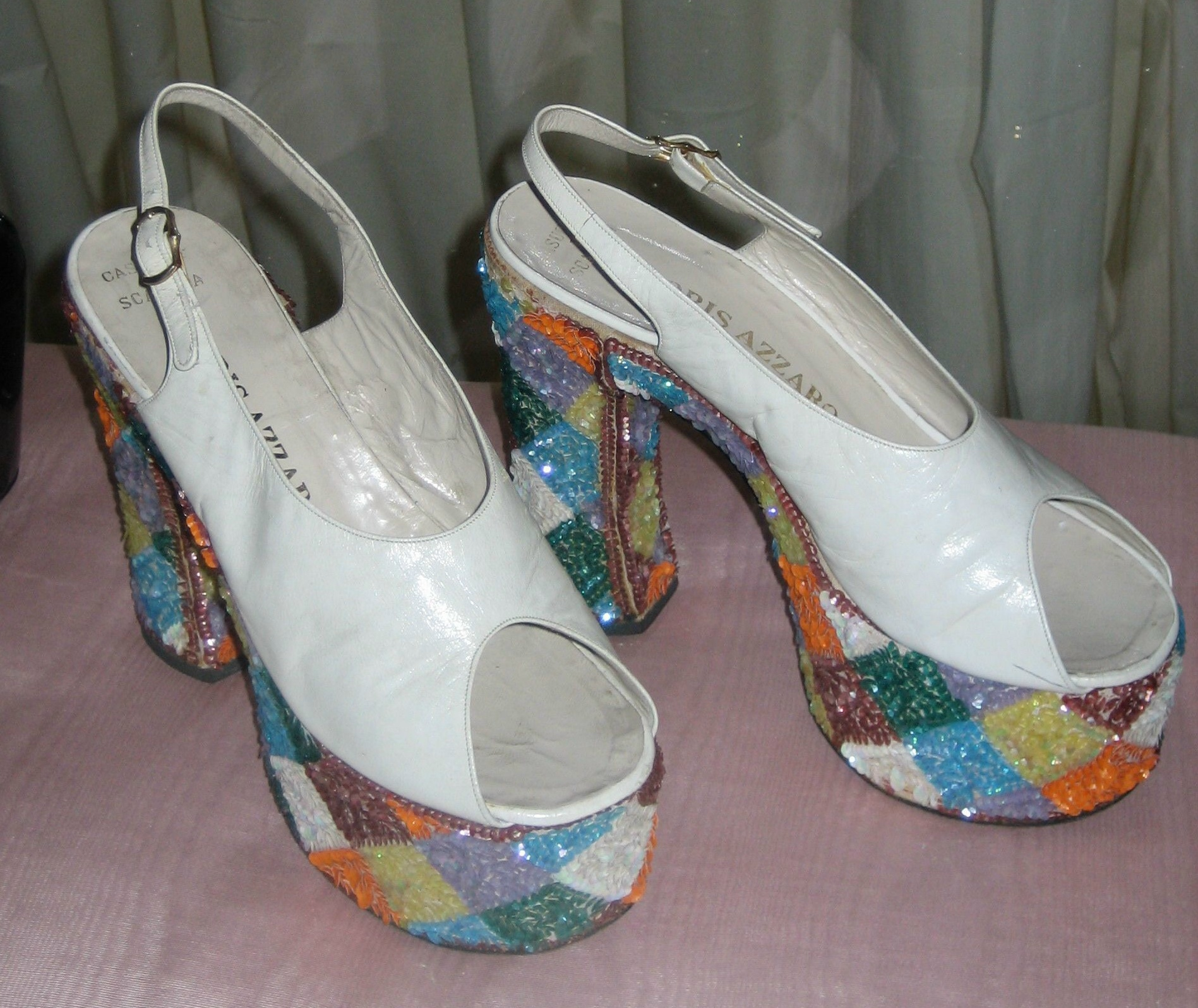
Azzaro
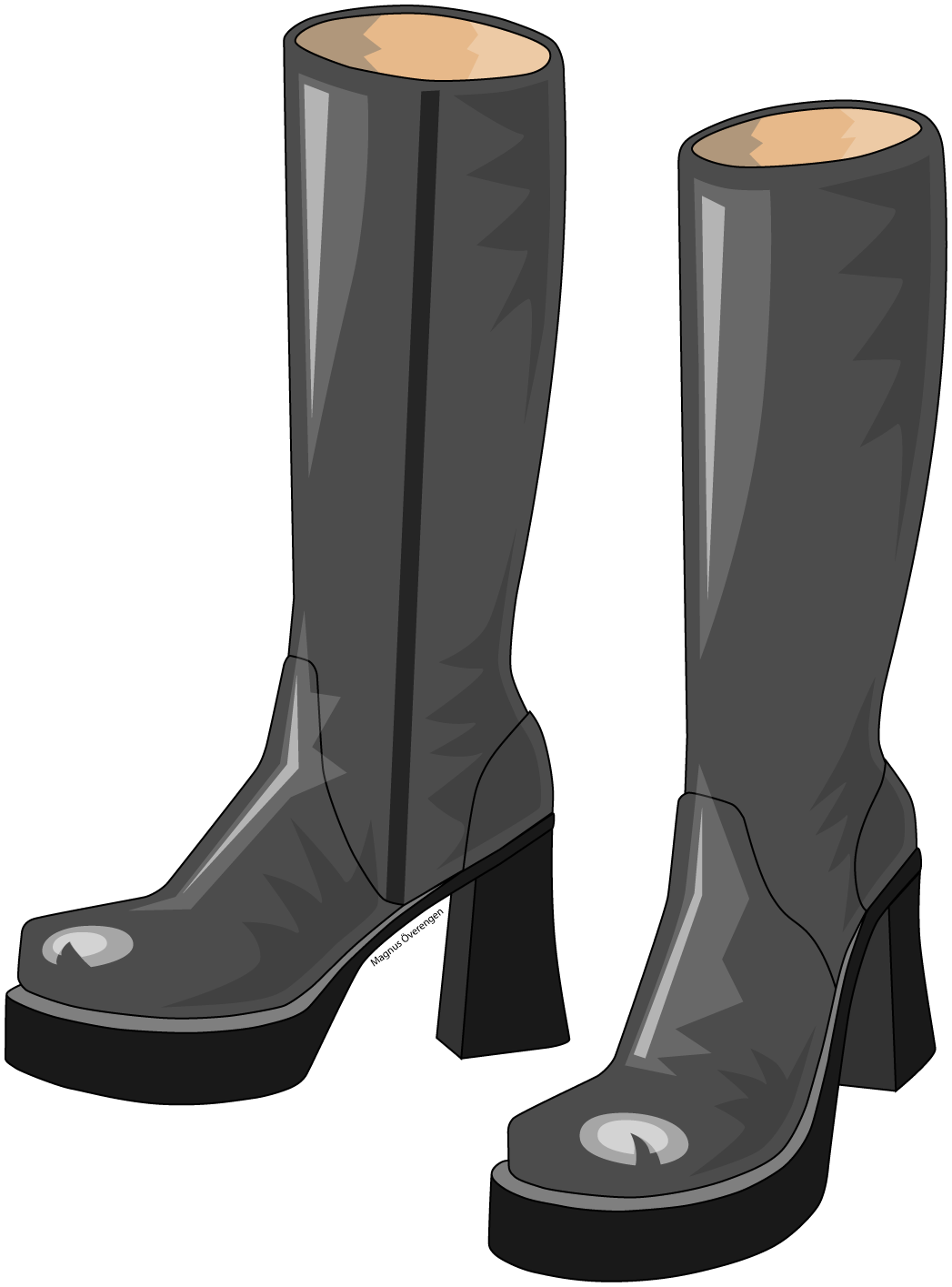
Botes de plataforma
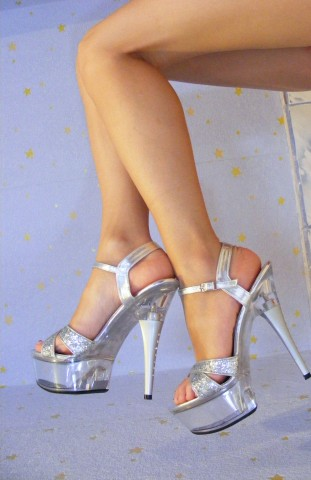
Sabates acríliques amb plataforma de taló alt
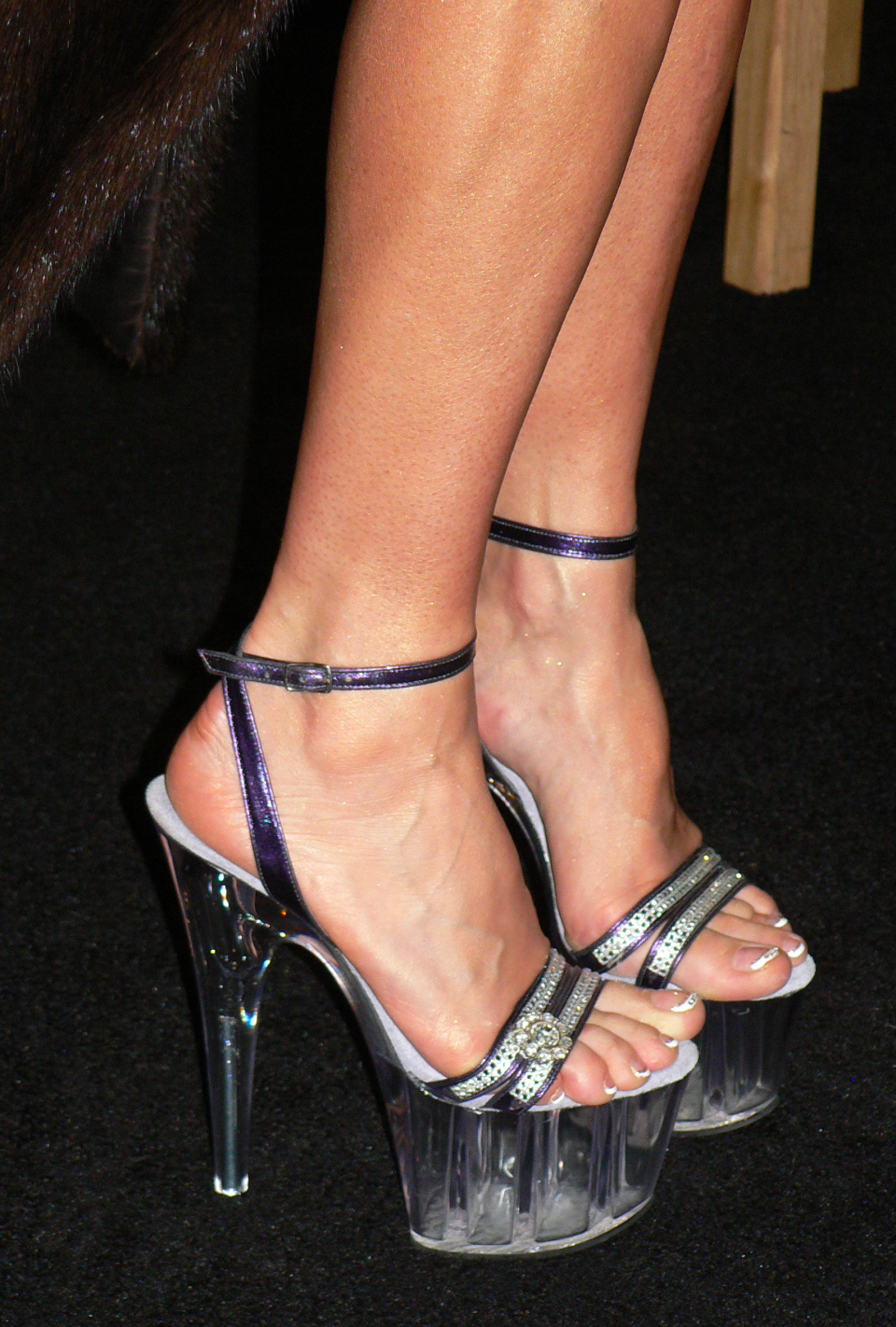
Sabates de plataforma de Lucite
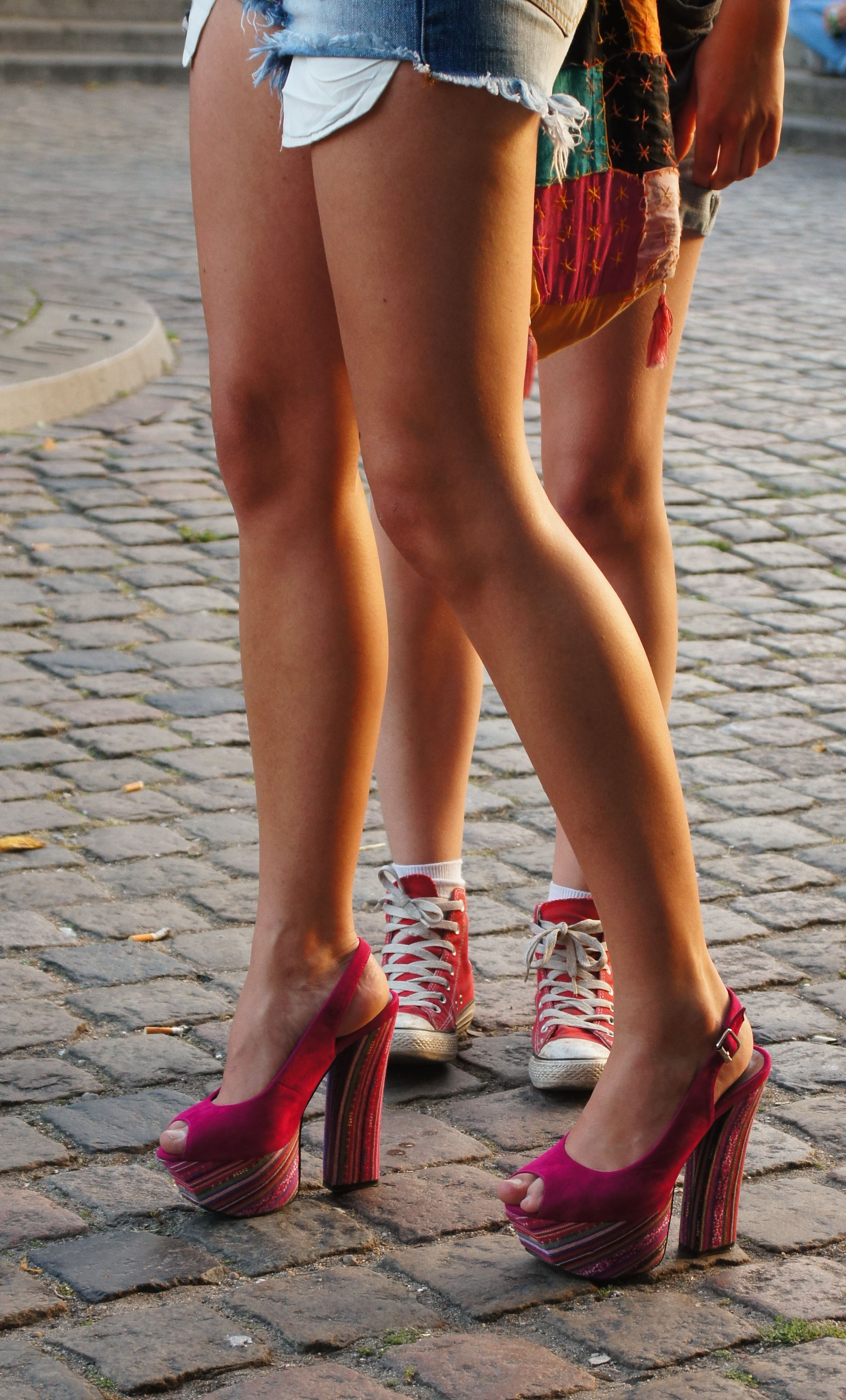
Sabates de plataforma de taló alt
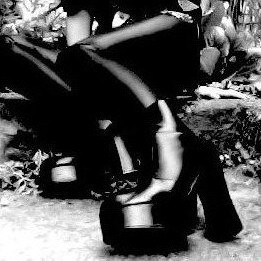
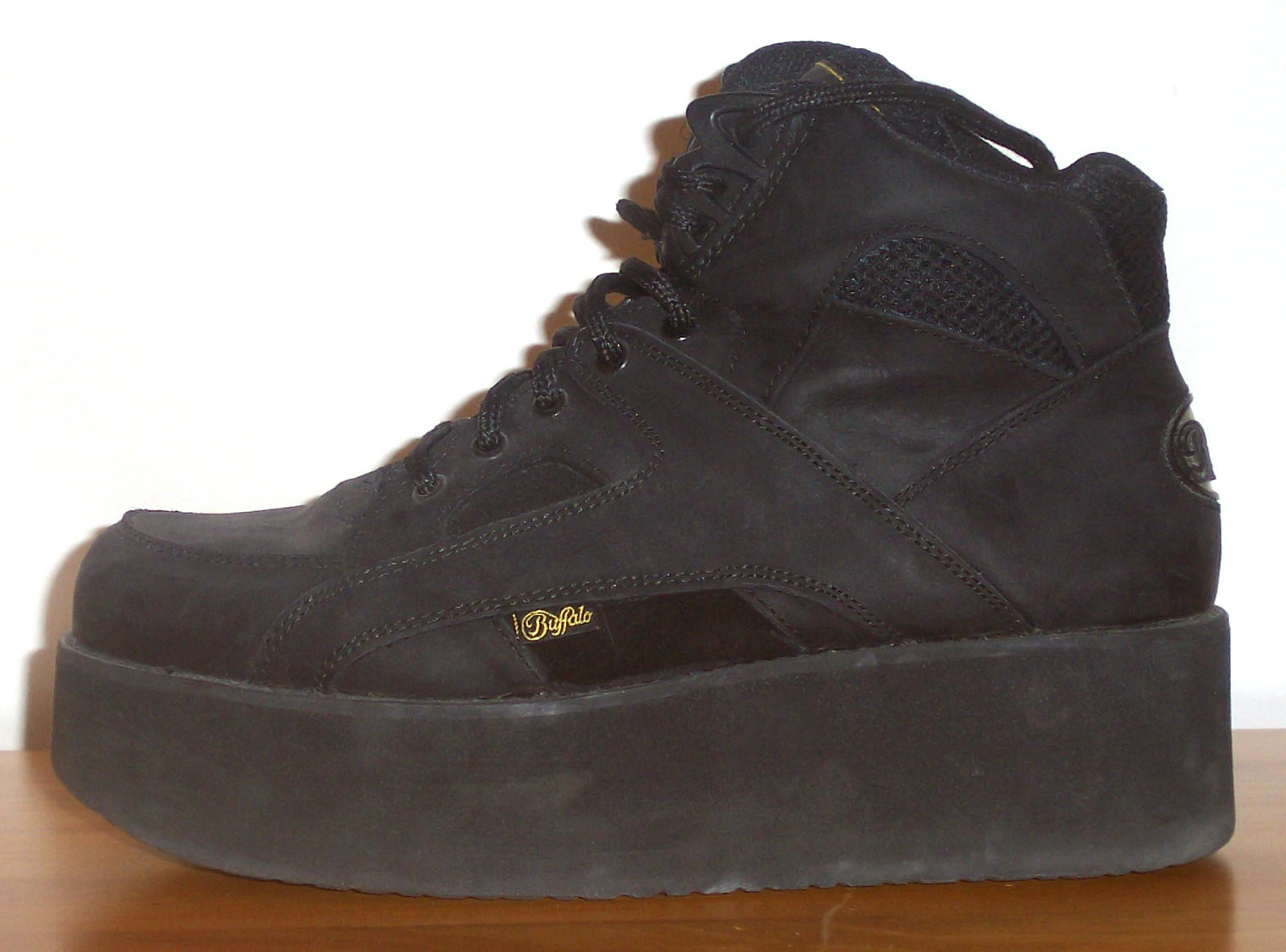
Botes Buffalo
Botes de plataforma de pell
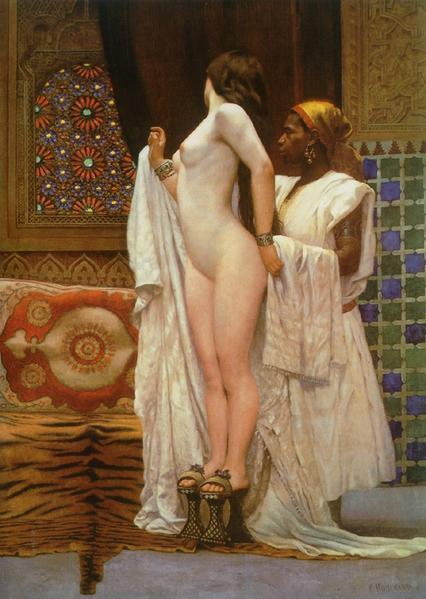
Pintura de 1894 d'una dona amb sabates de plataforma
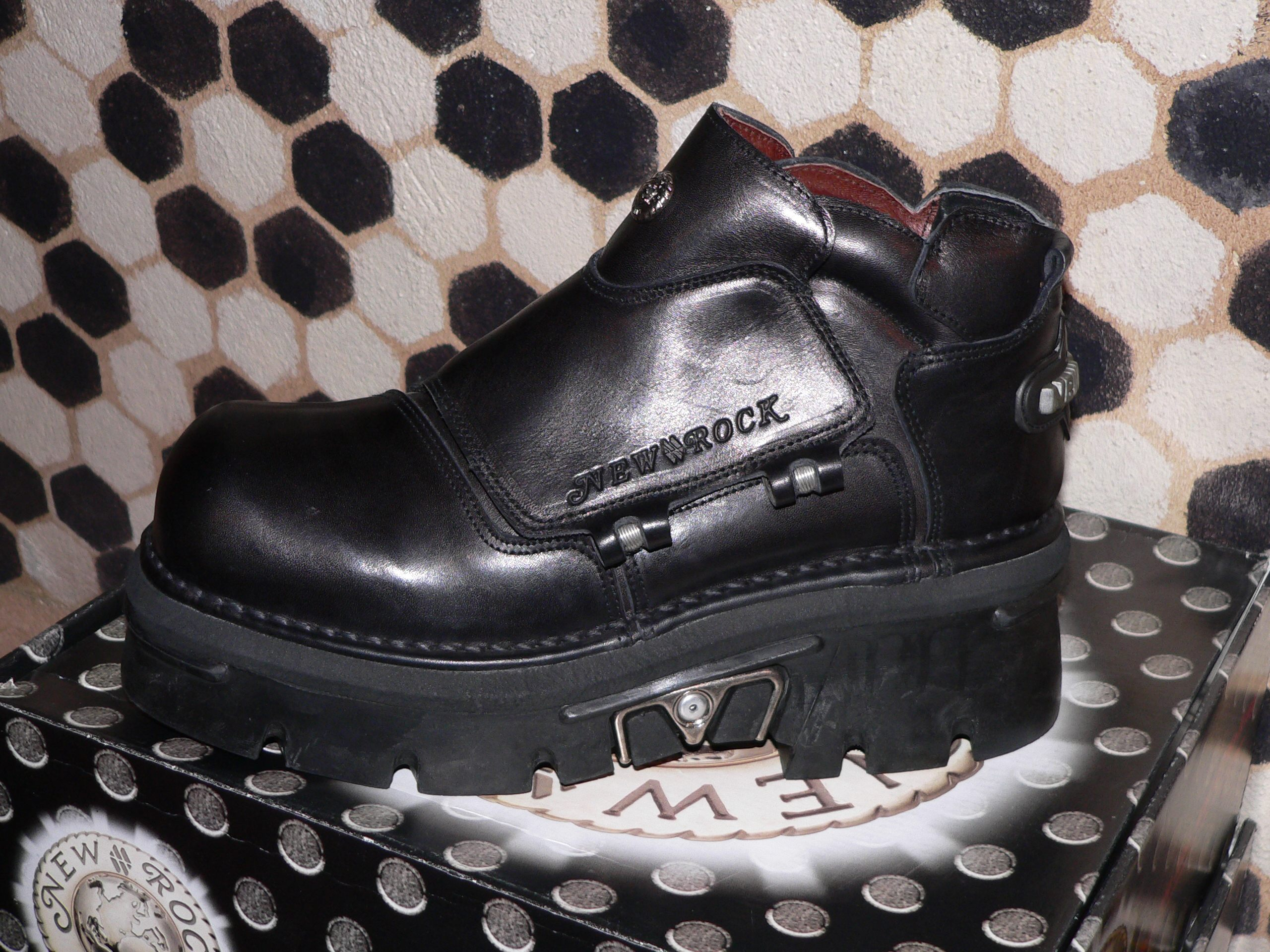
Sabates de plataforma New Rock
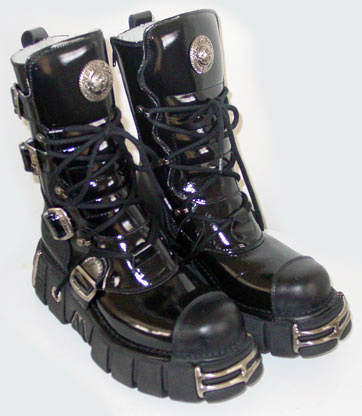
Botes de plataforma New Rock